# Specie di Clerodendrum
Elenco delle specie di Clerodendrum:

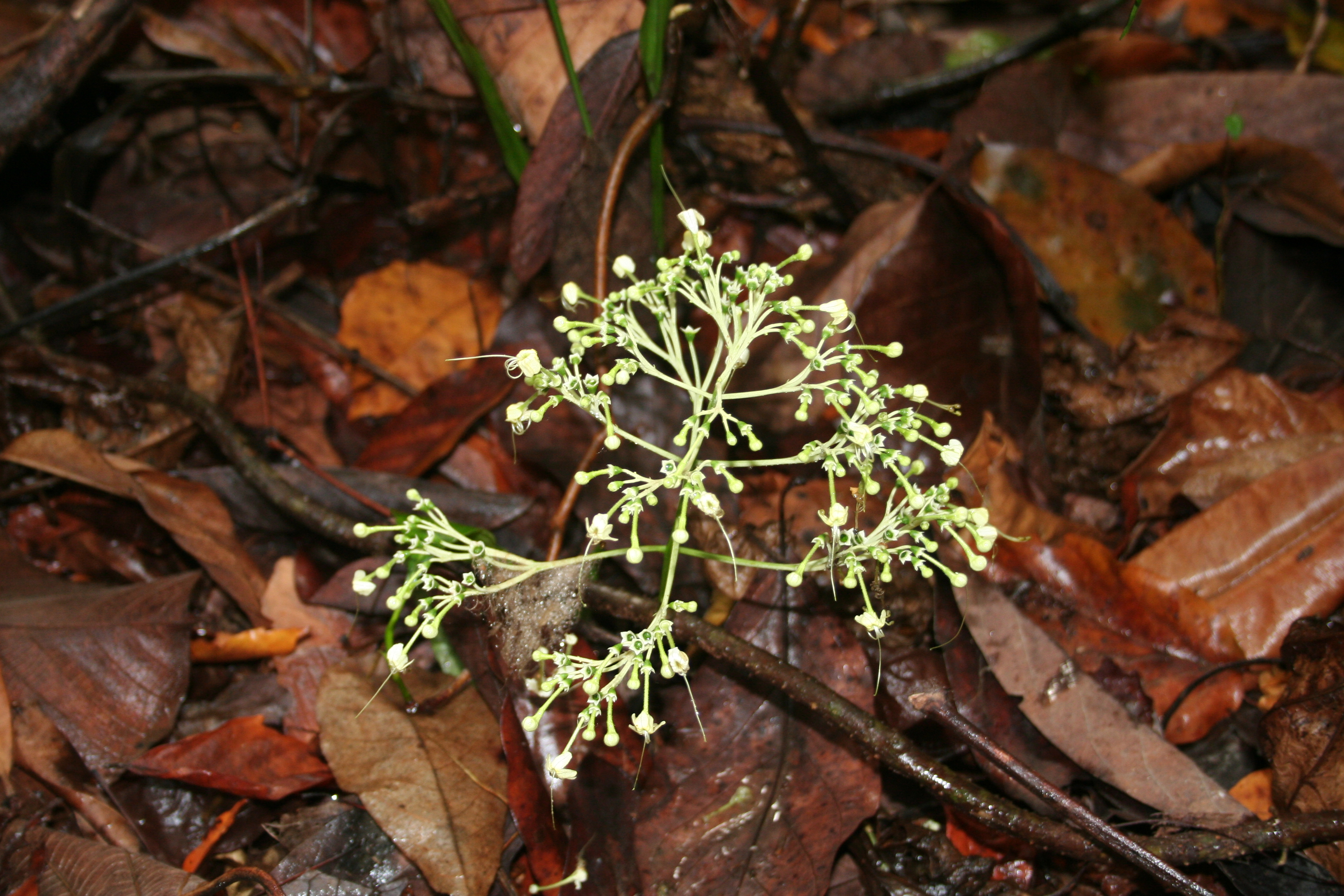
Clerodendrum bipindense

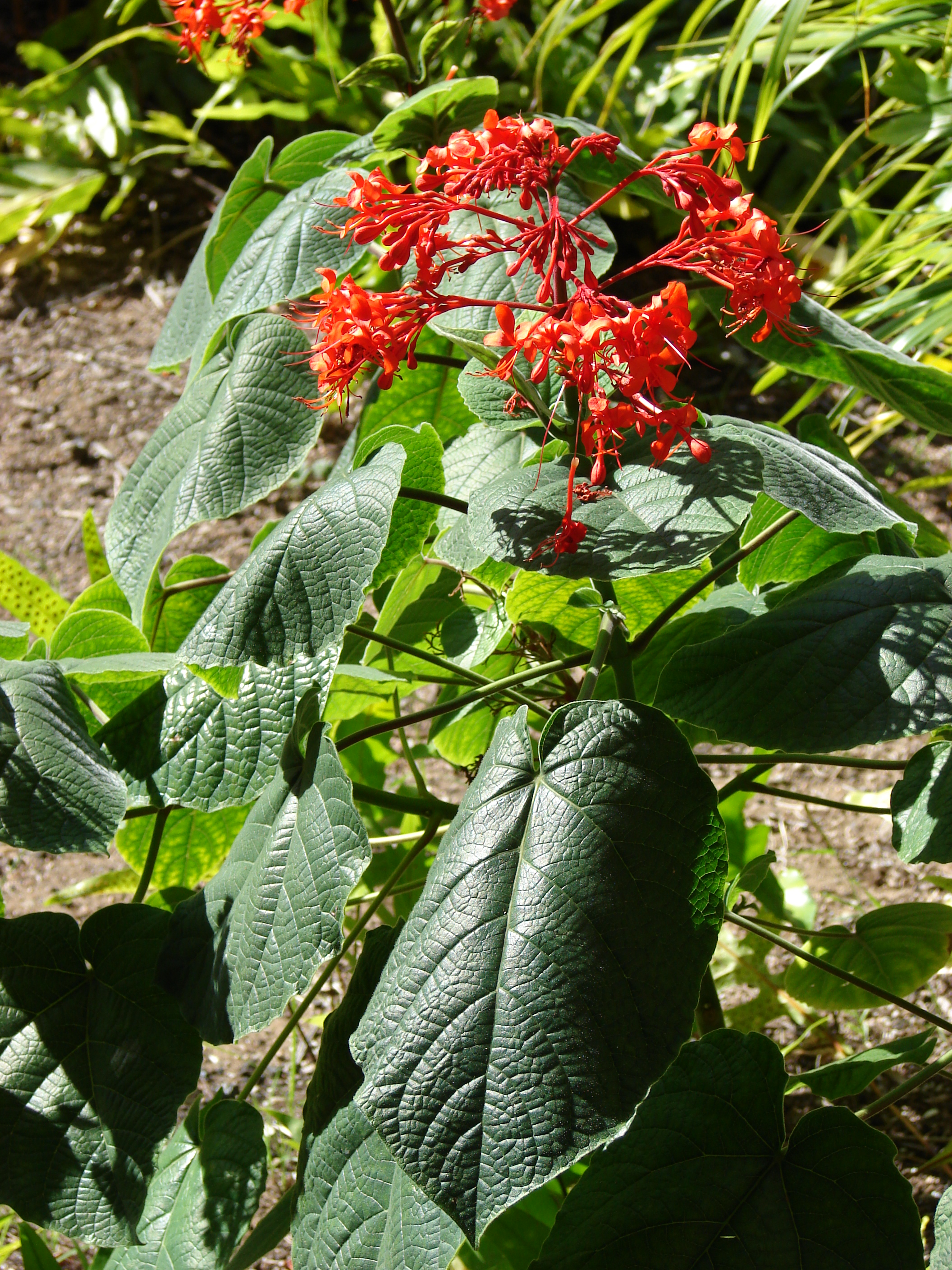
Clerodendrum buchananii, var. fallax

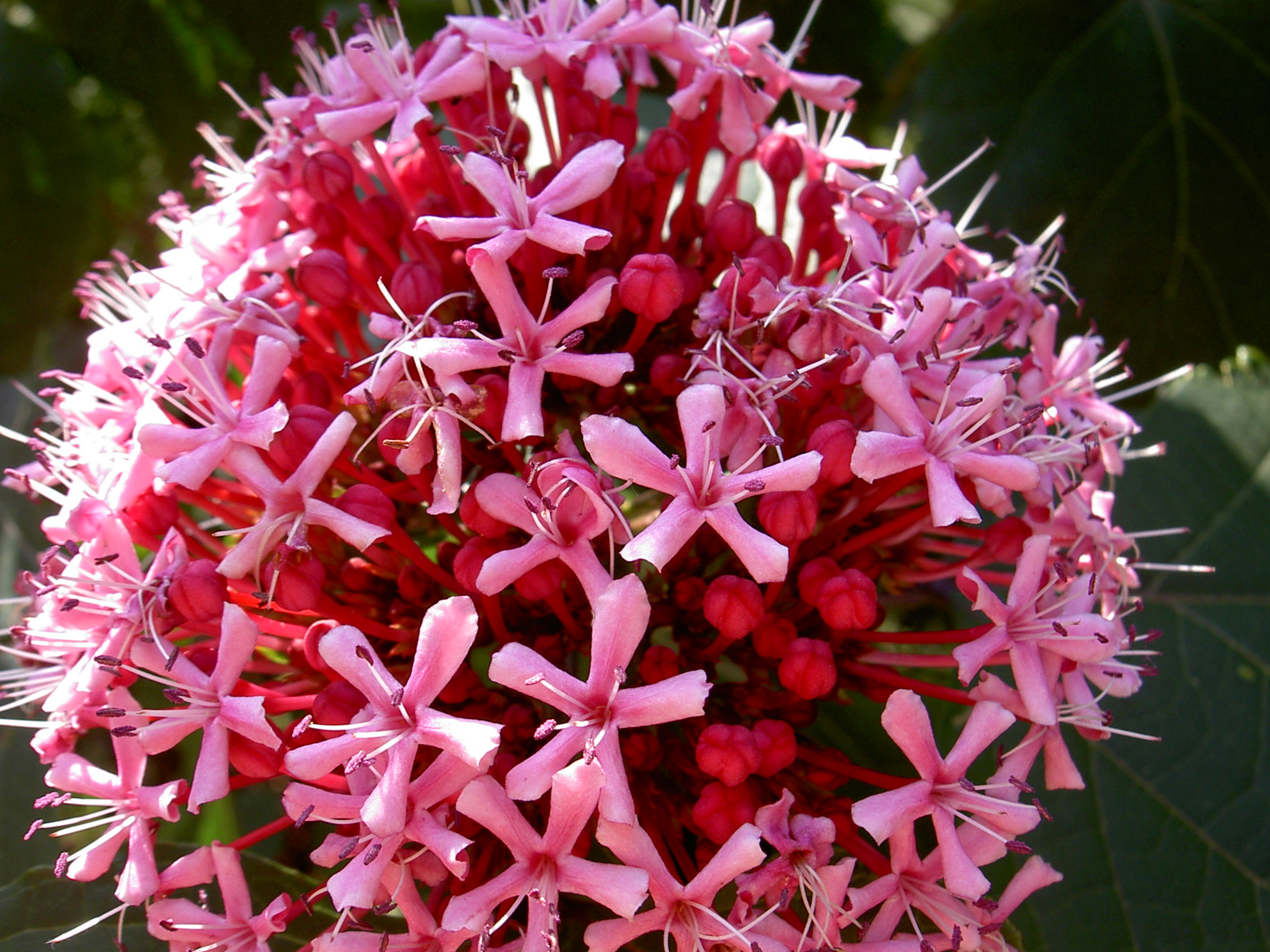
Clerodendrum bungei

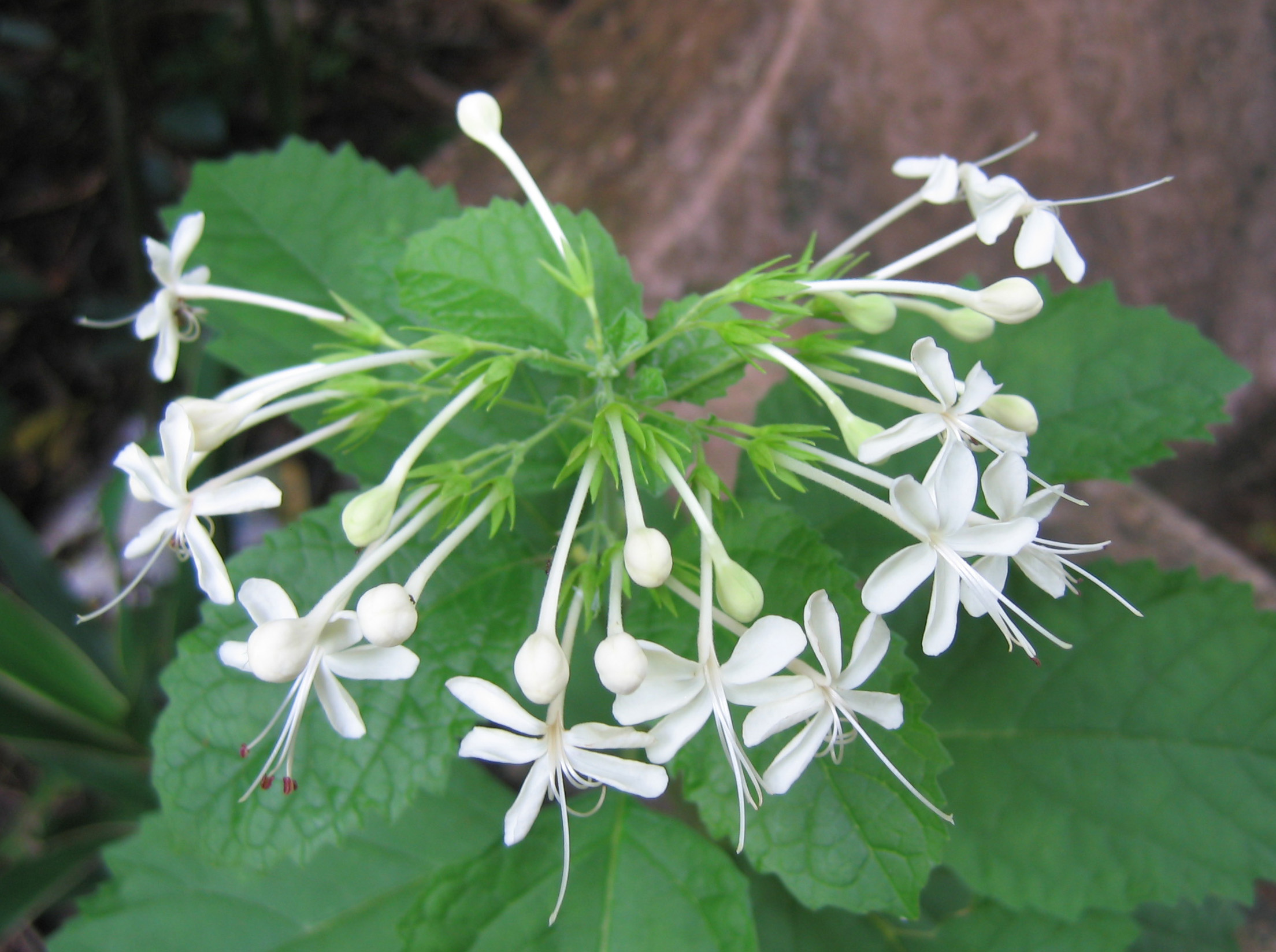
Clerodendrum calamitosum

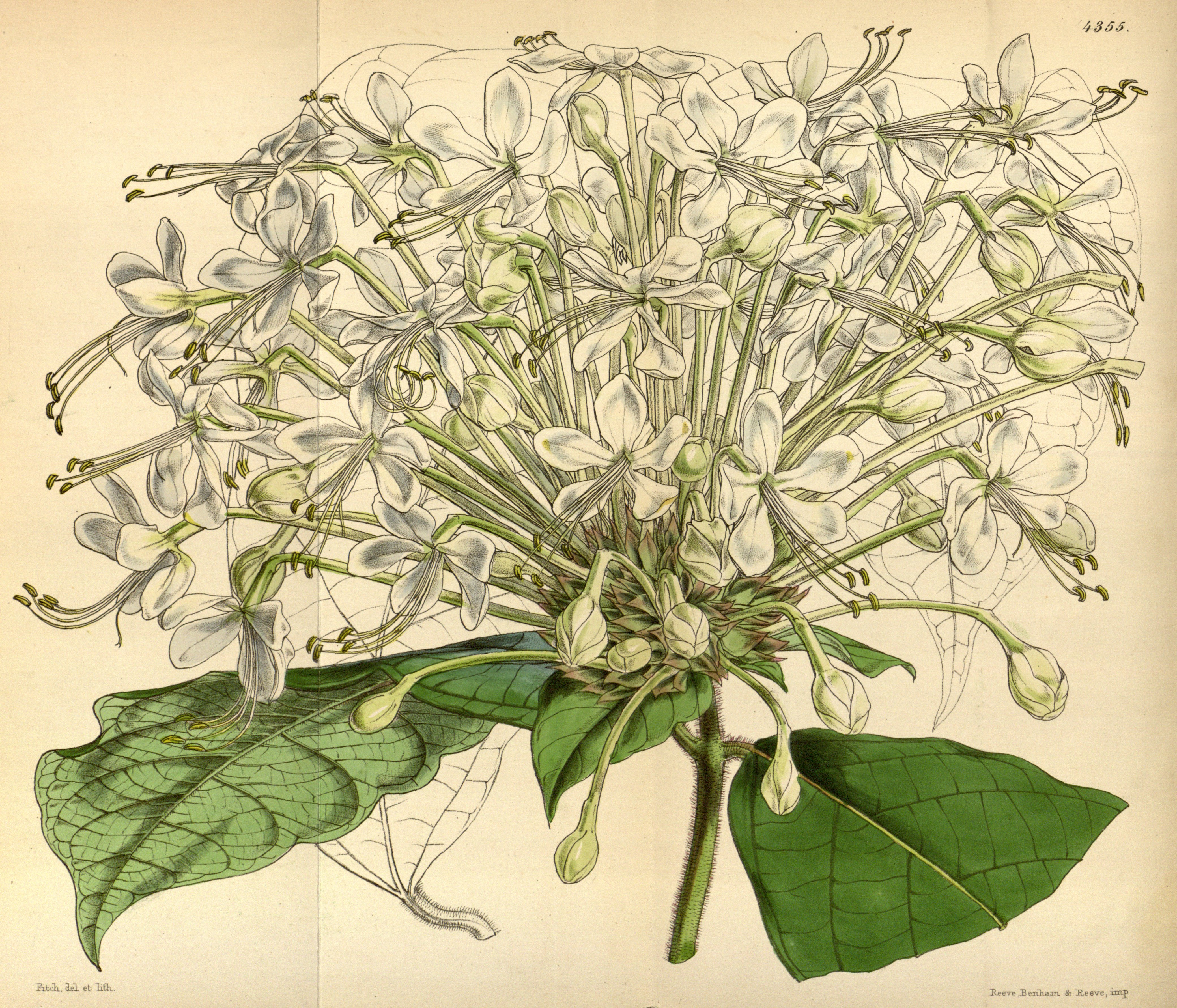
Clerodendrum capitatum

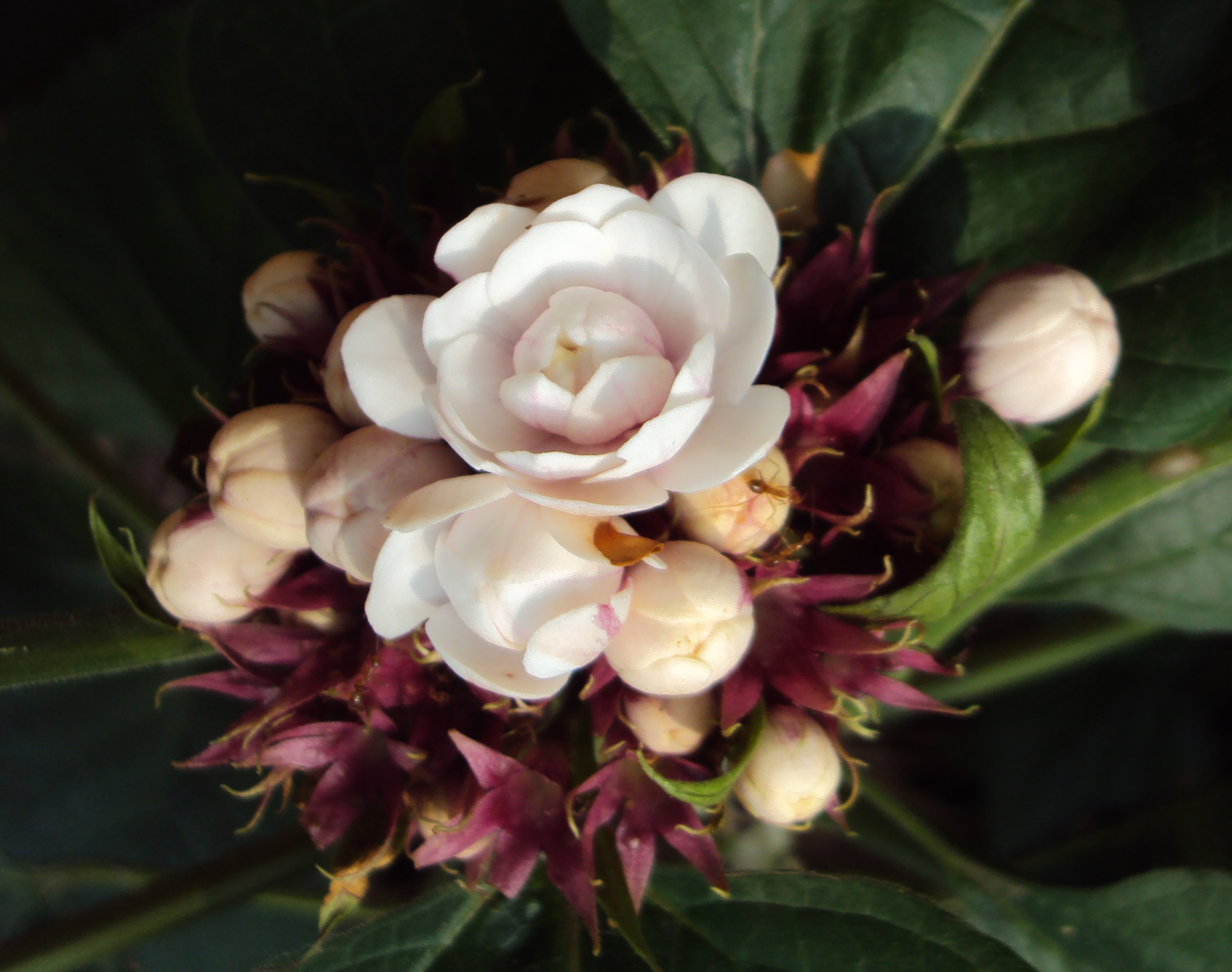
Clerodendrum chinense

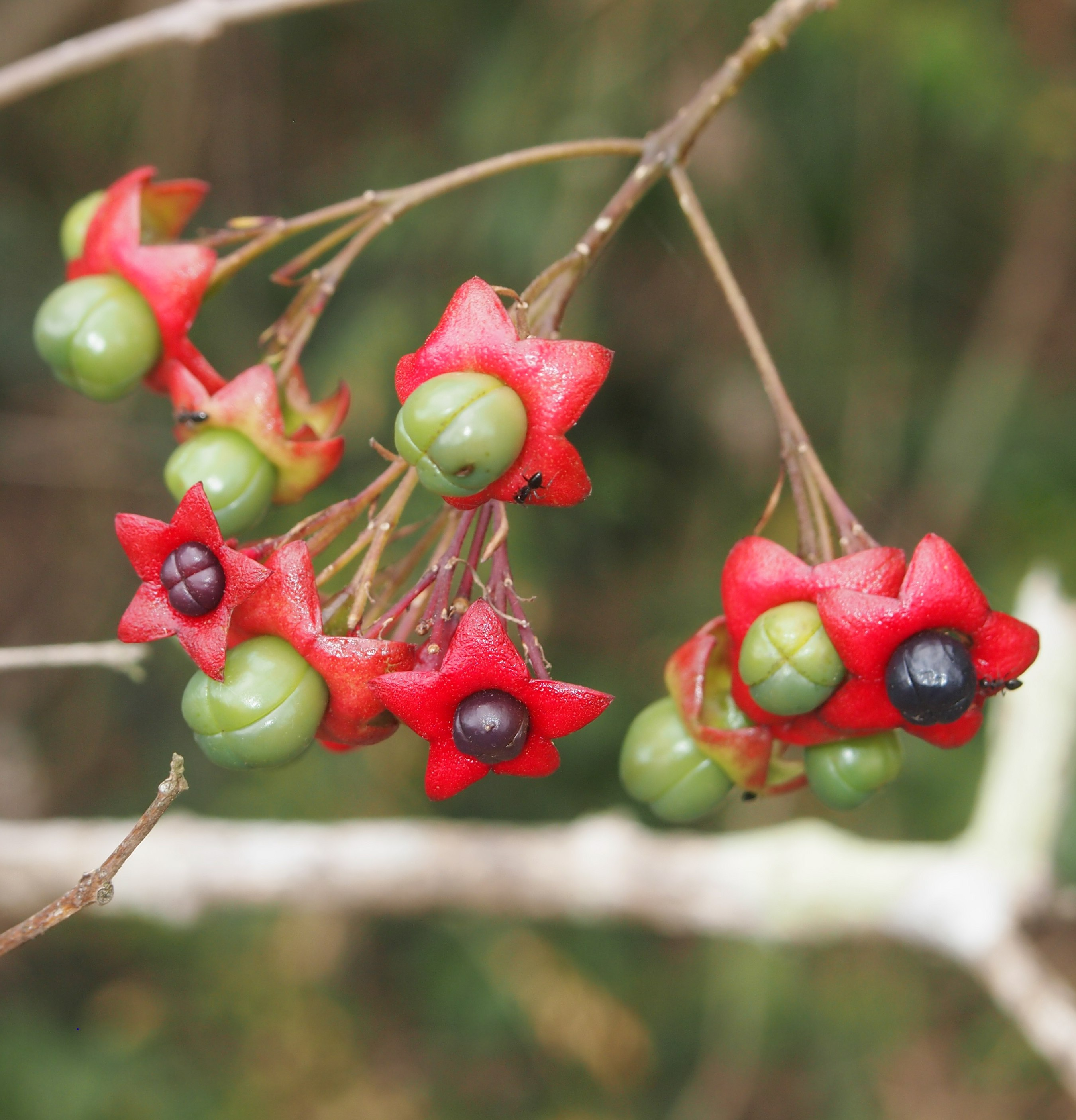
Clerodendrum floribundum, frutti

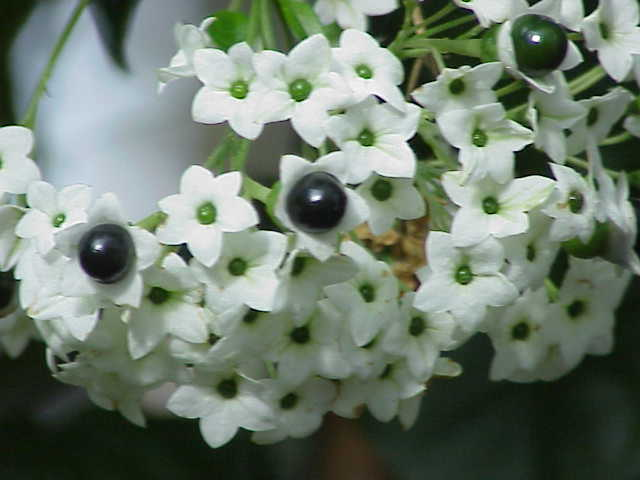
Clerodendrum formicarum

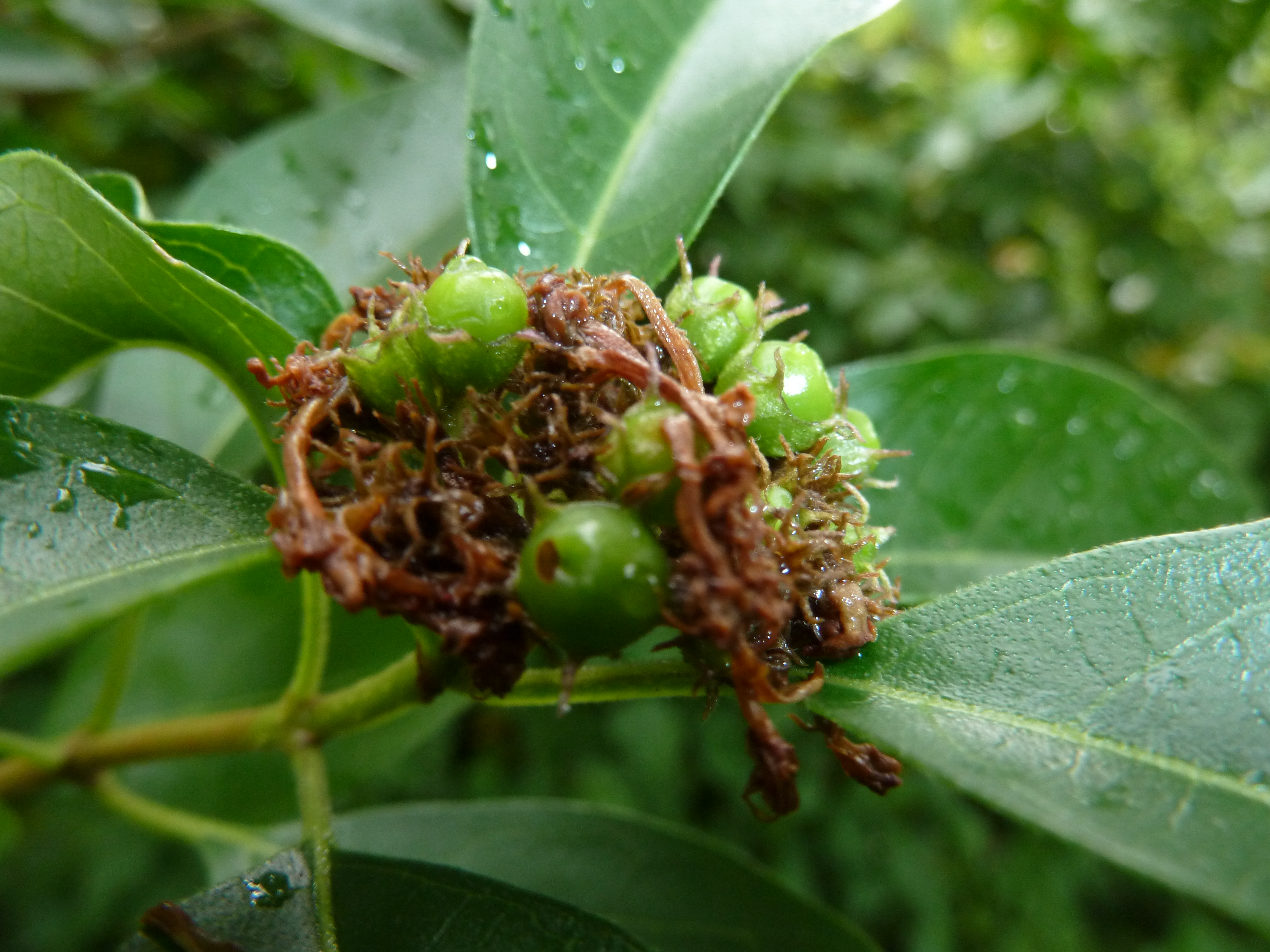
Clerodendrum glabrum

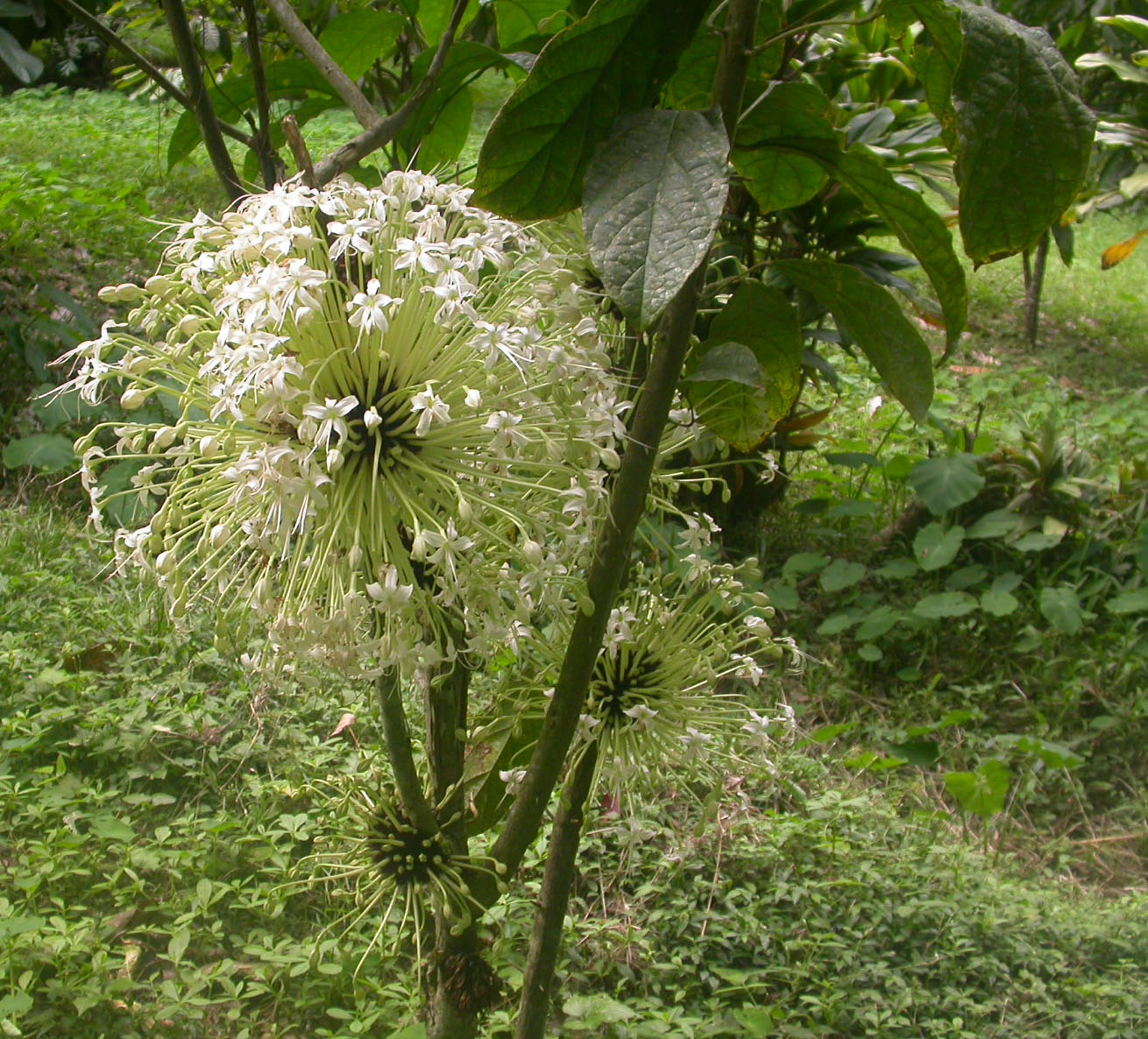
Clerodendrum globuliflorum

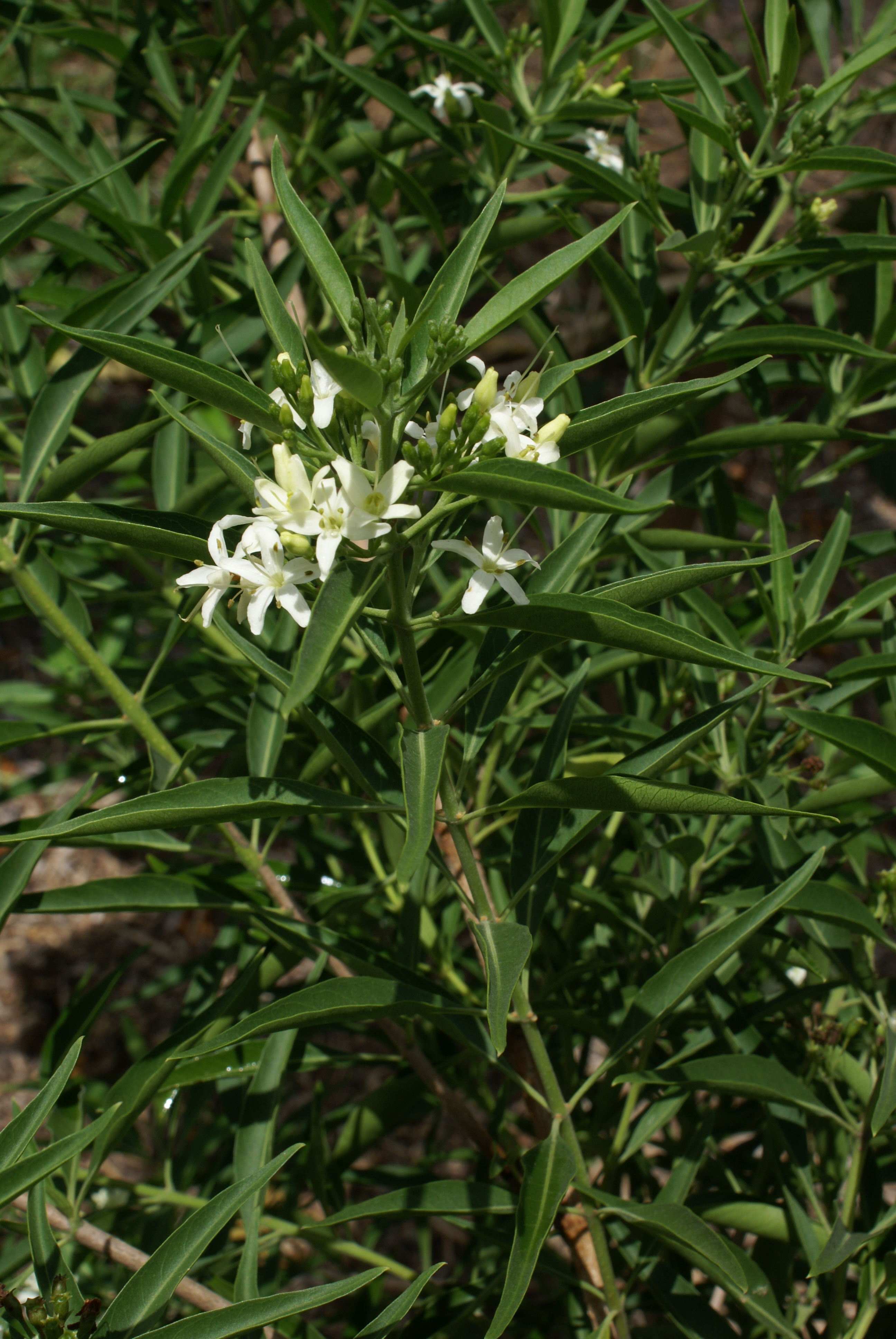
Clerodendrum heterophyllum

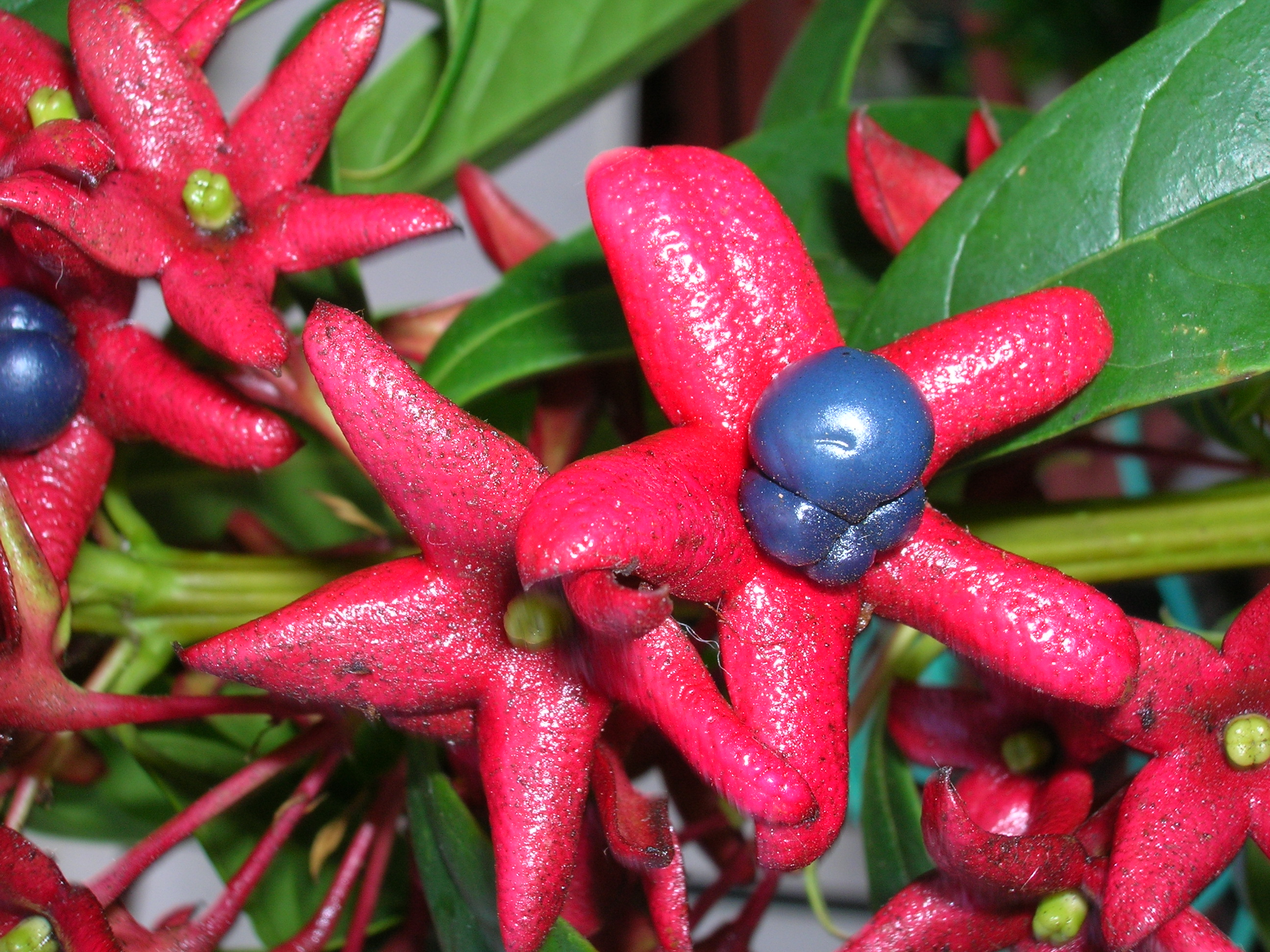
Clerodendrum indicum

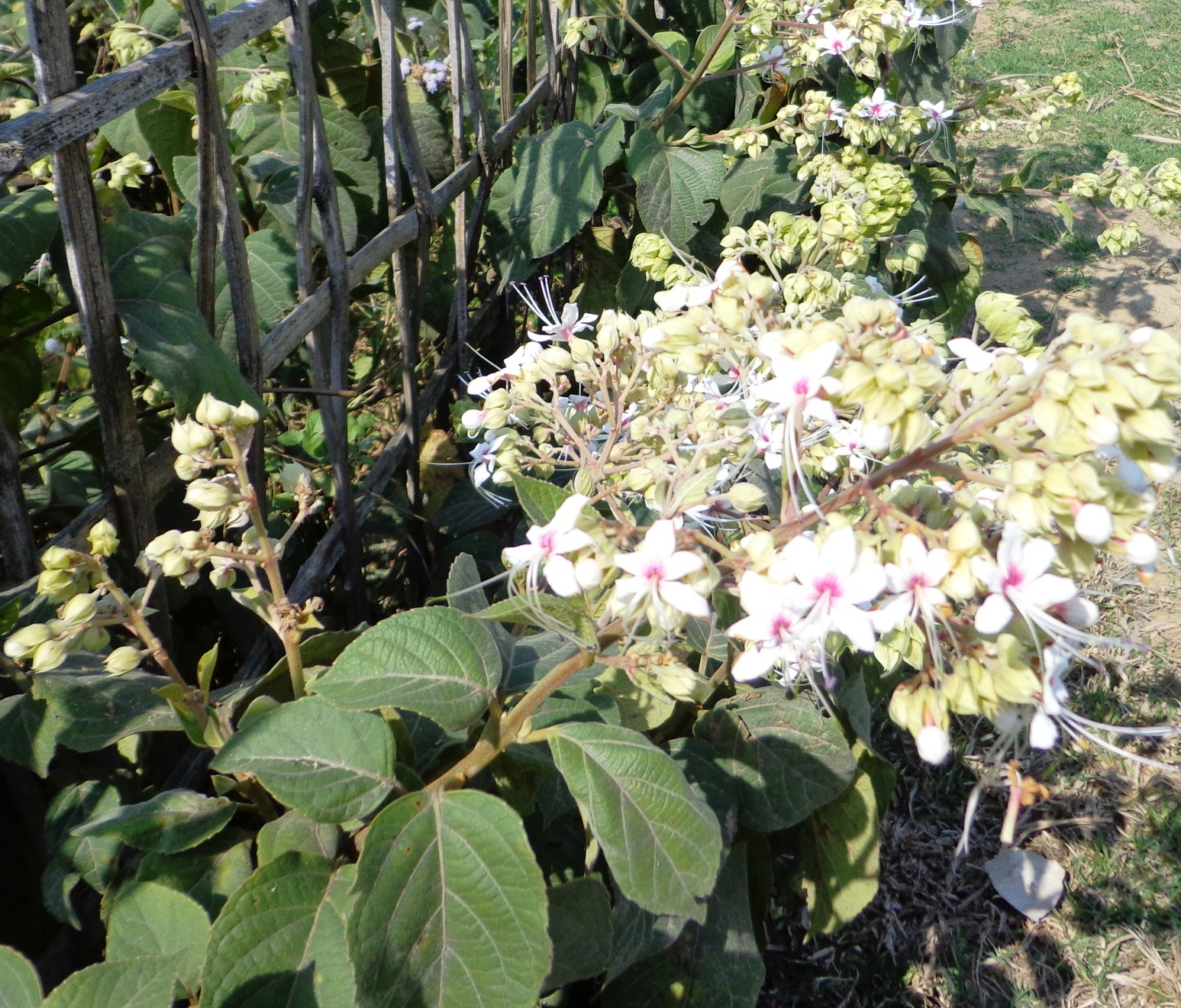
Clerodendrum infortunatum

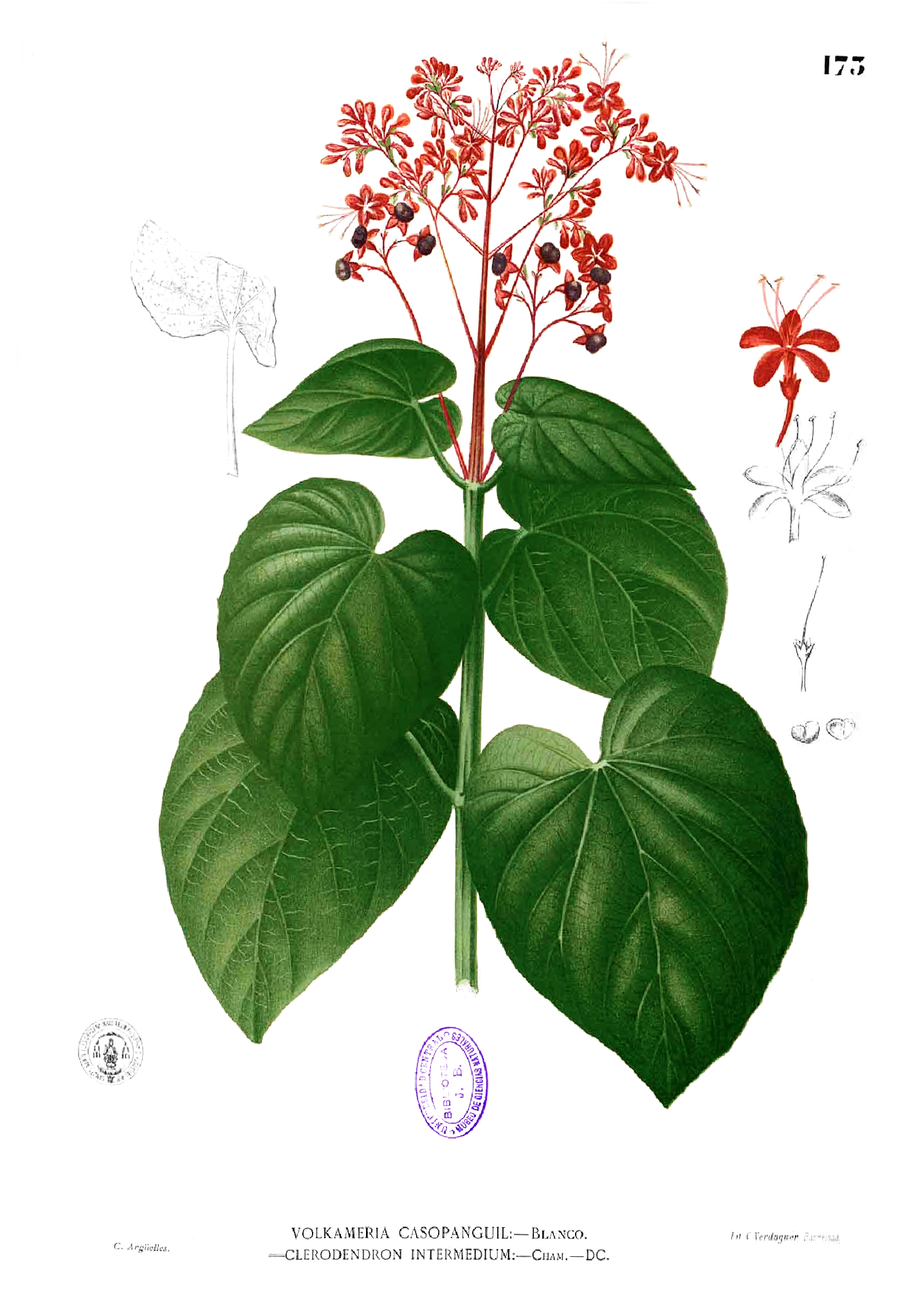
Clerodendrum intermedium

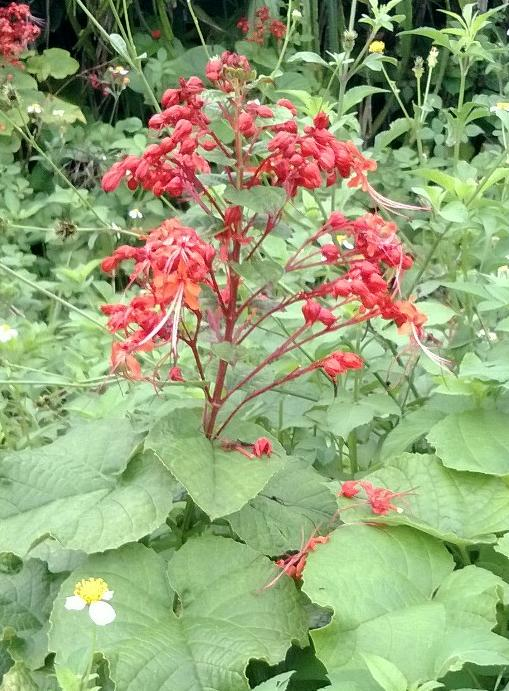
Clerodendrum japonicum

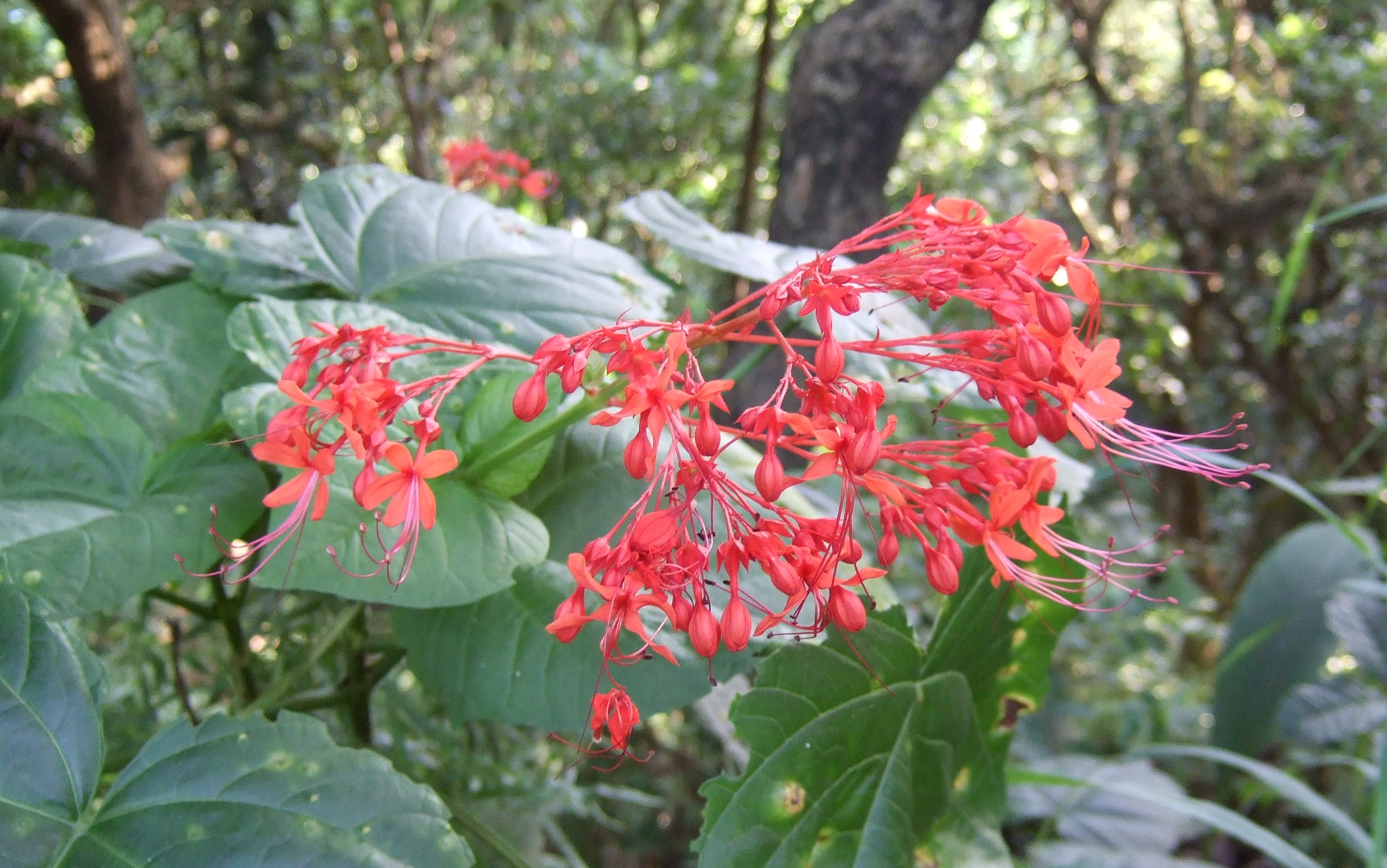
Clerodendrum kaempferi

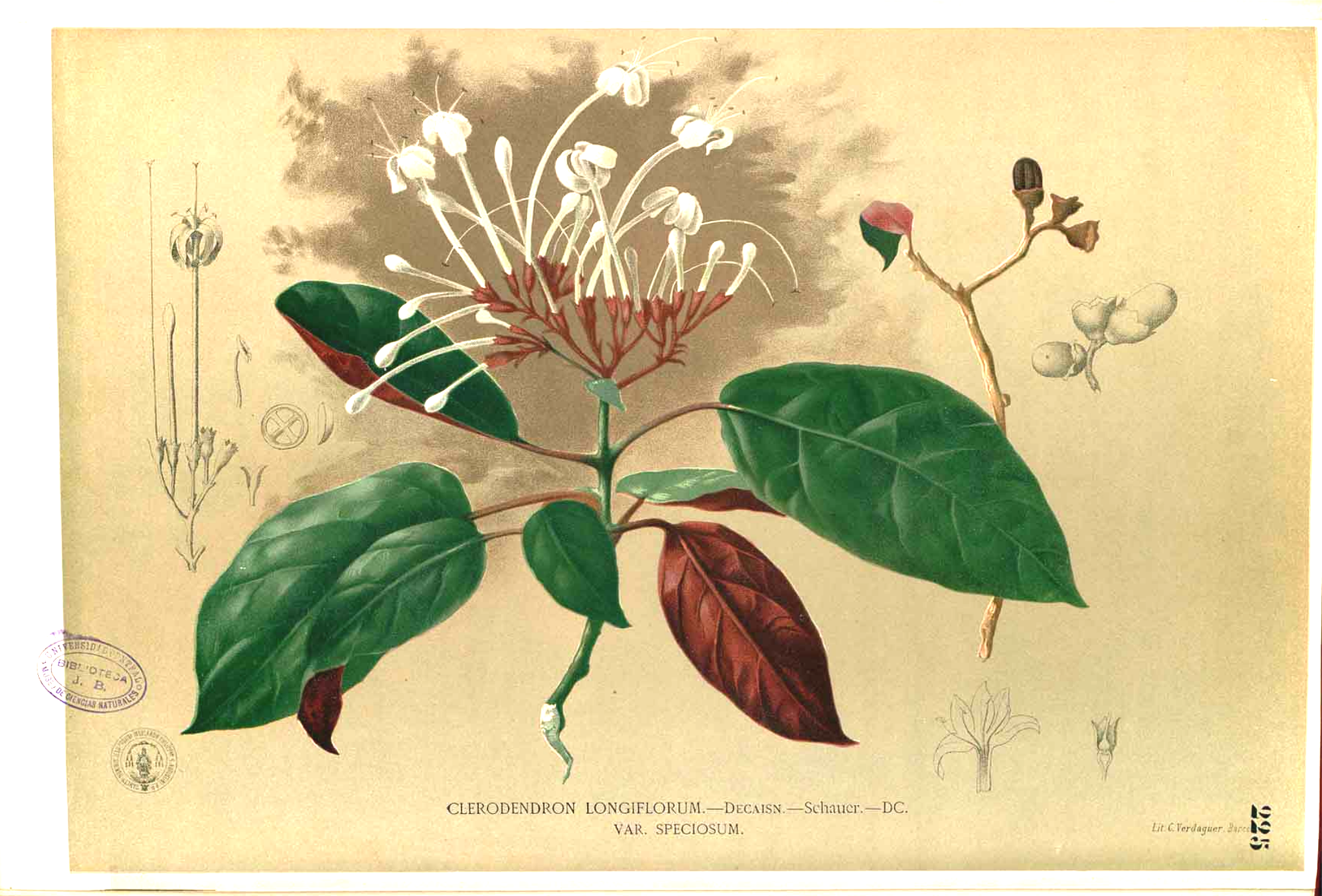
Clerodendrum longiflorum

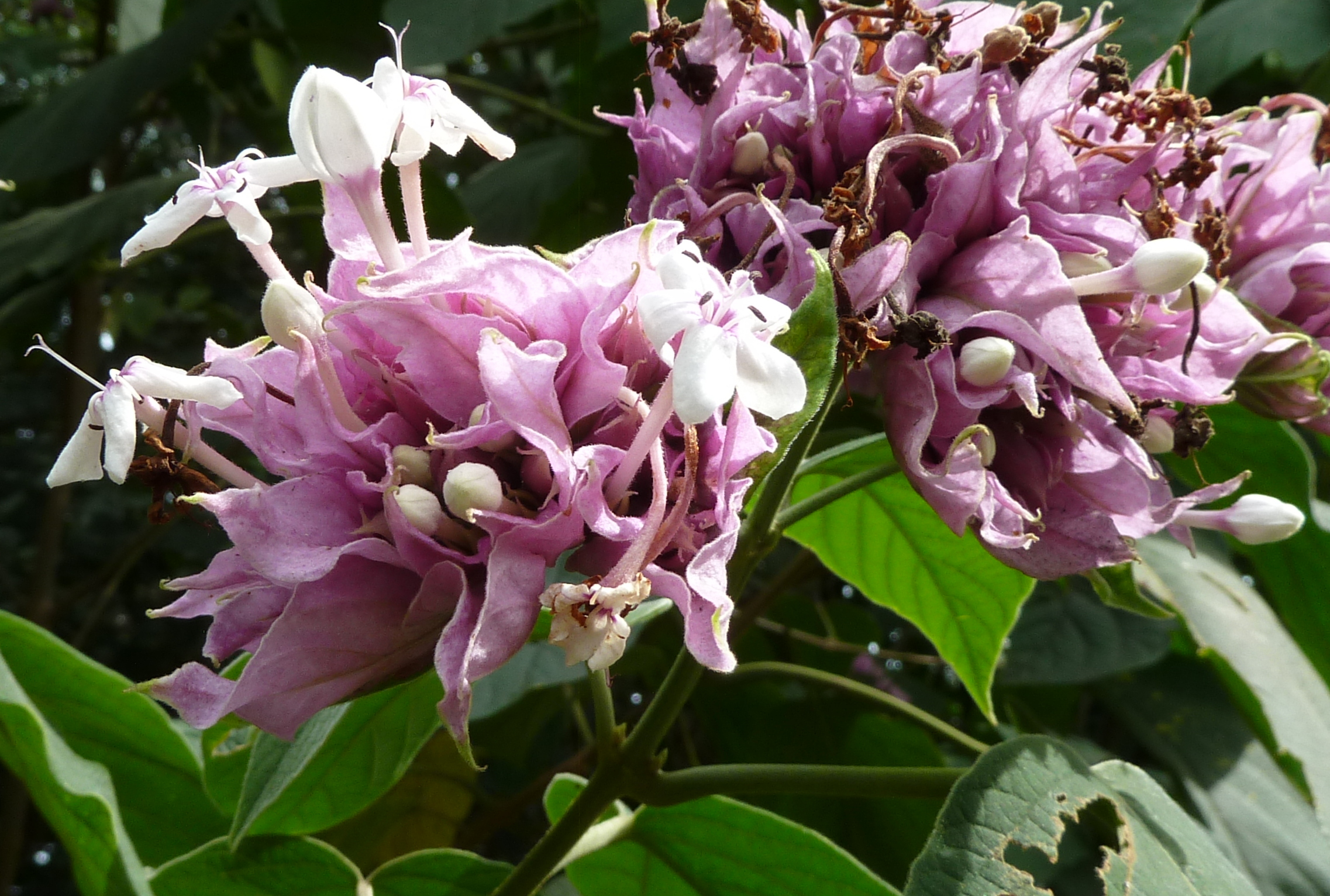
Clerodendrum macrostegium

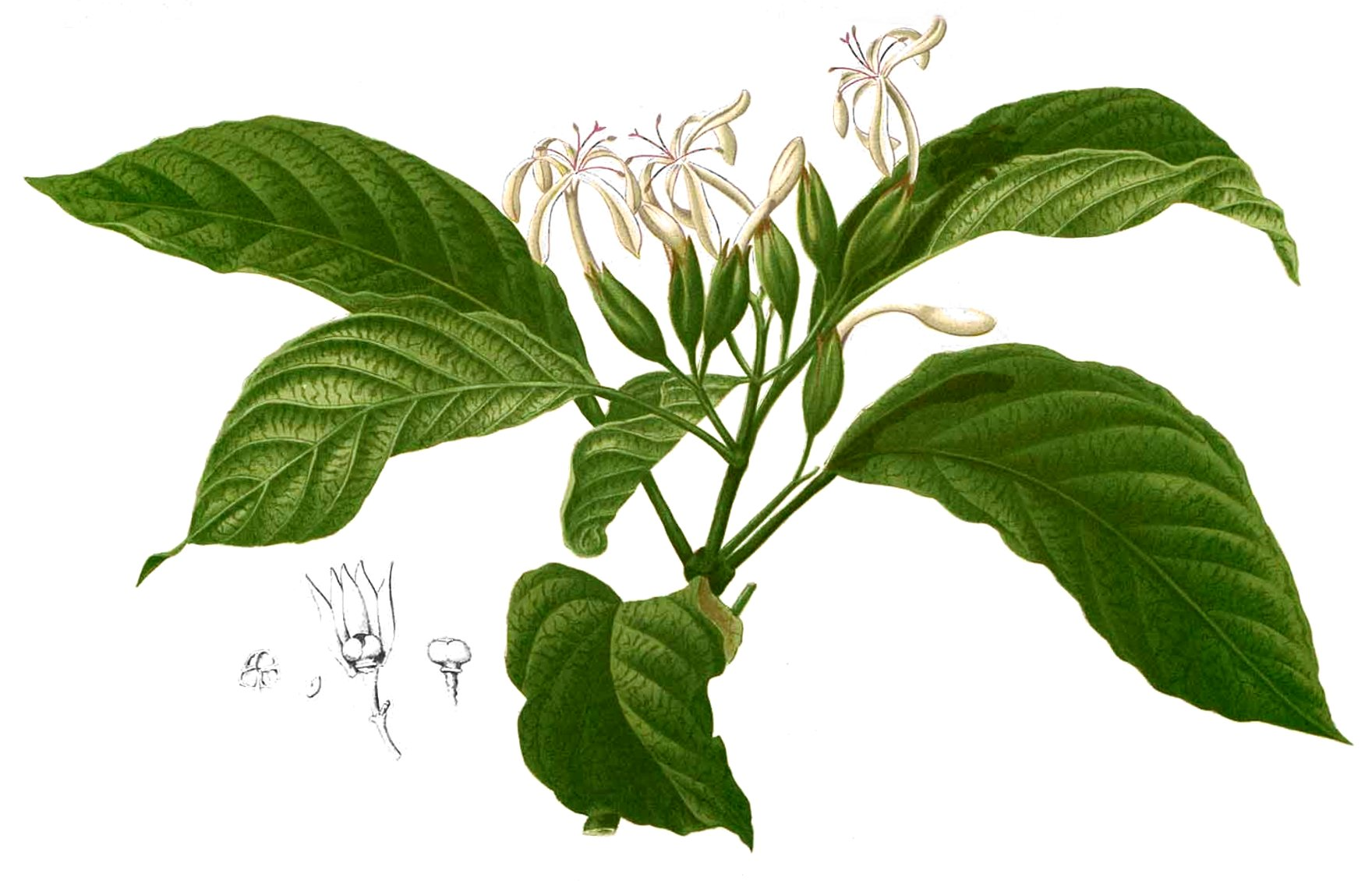
Clerodendrum minahassae

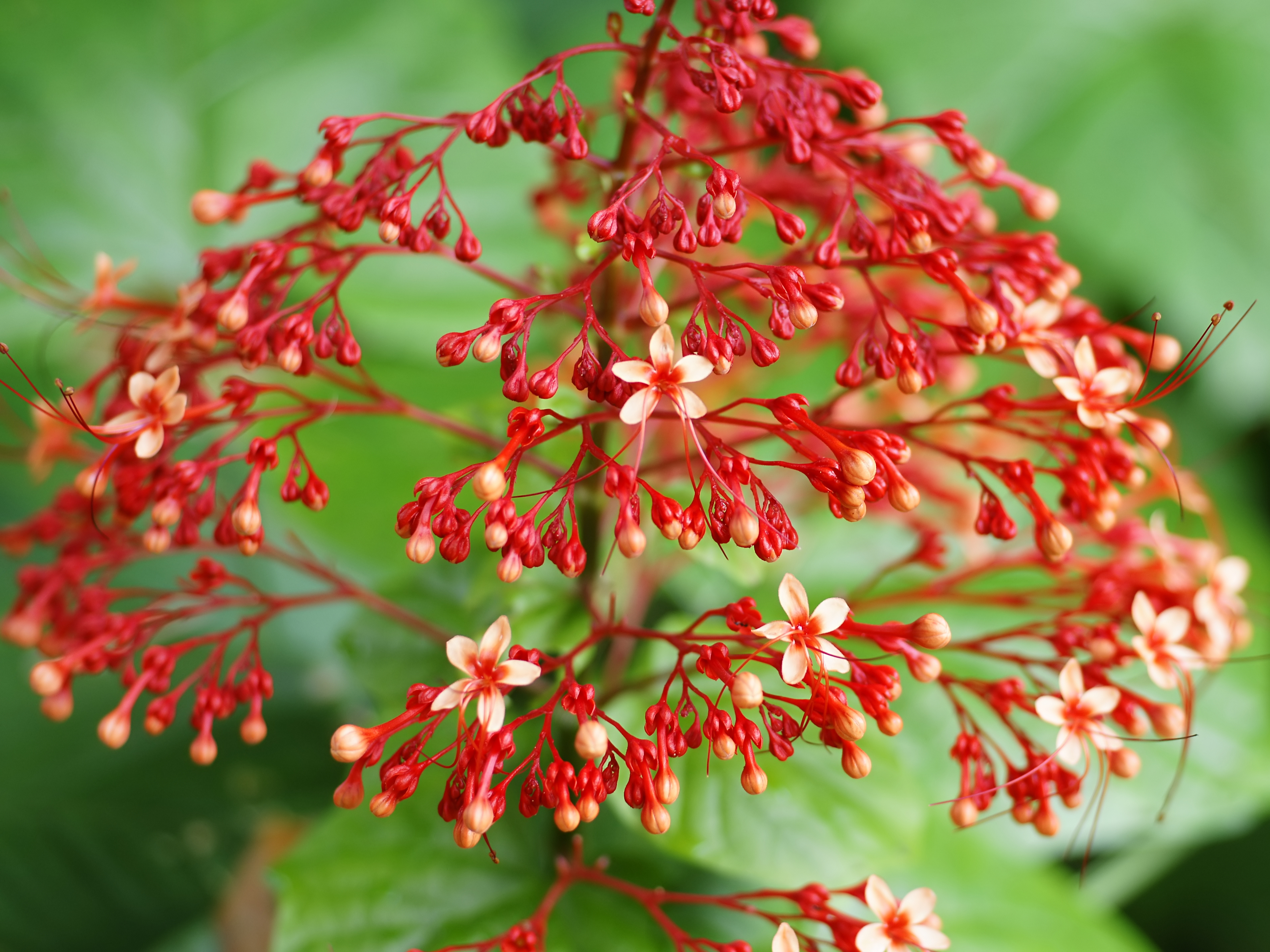
Clerodendrum paniculatum

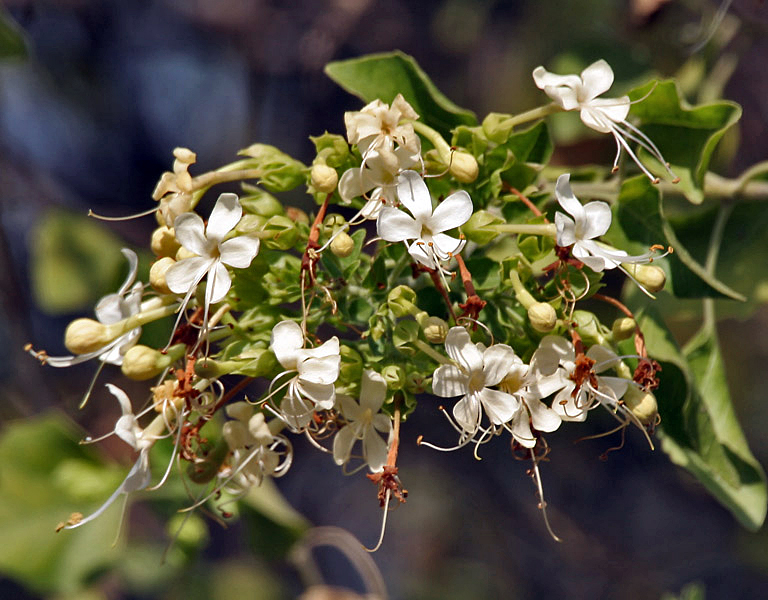
Clerodendrum phlomidis

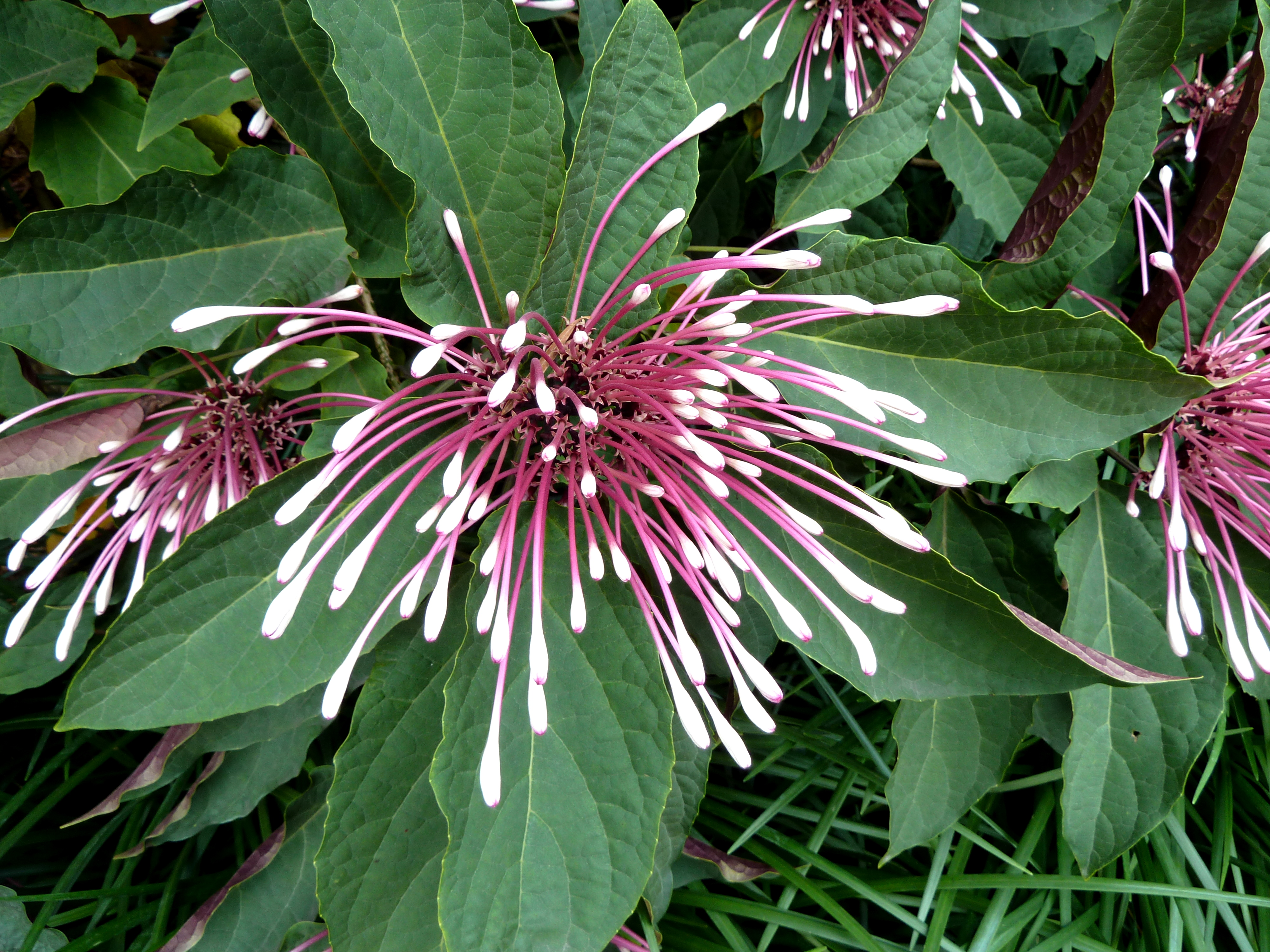
Clerodendrum quadriloculare

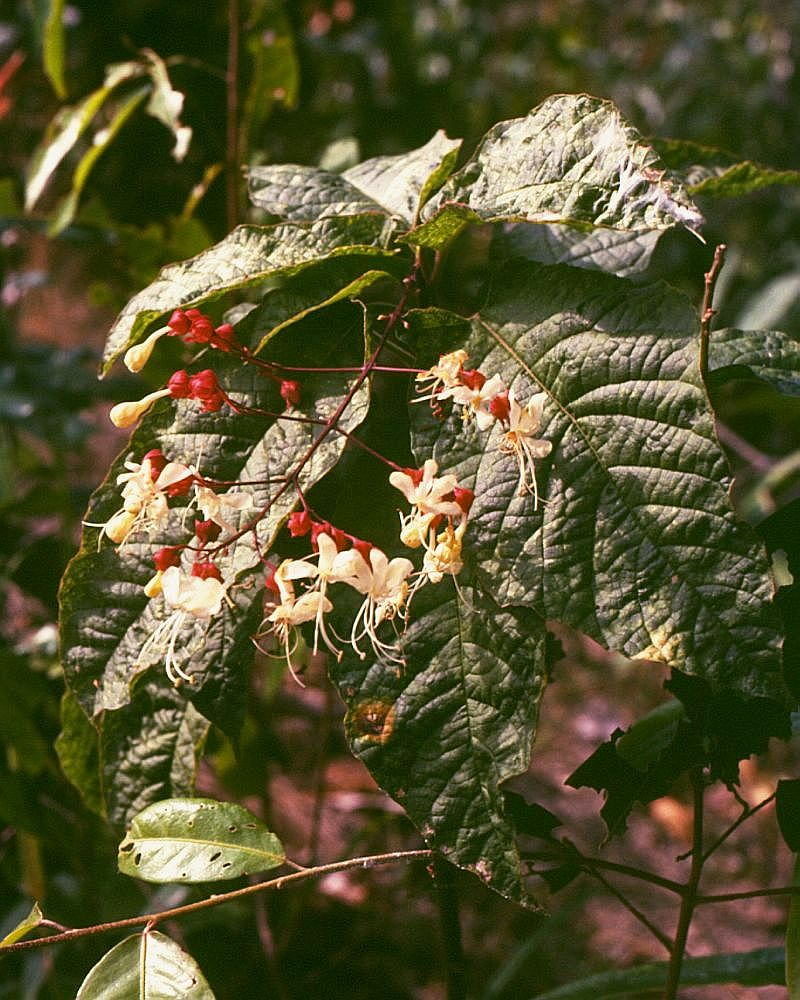
Clerodendrum schmidtii

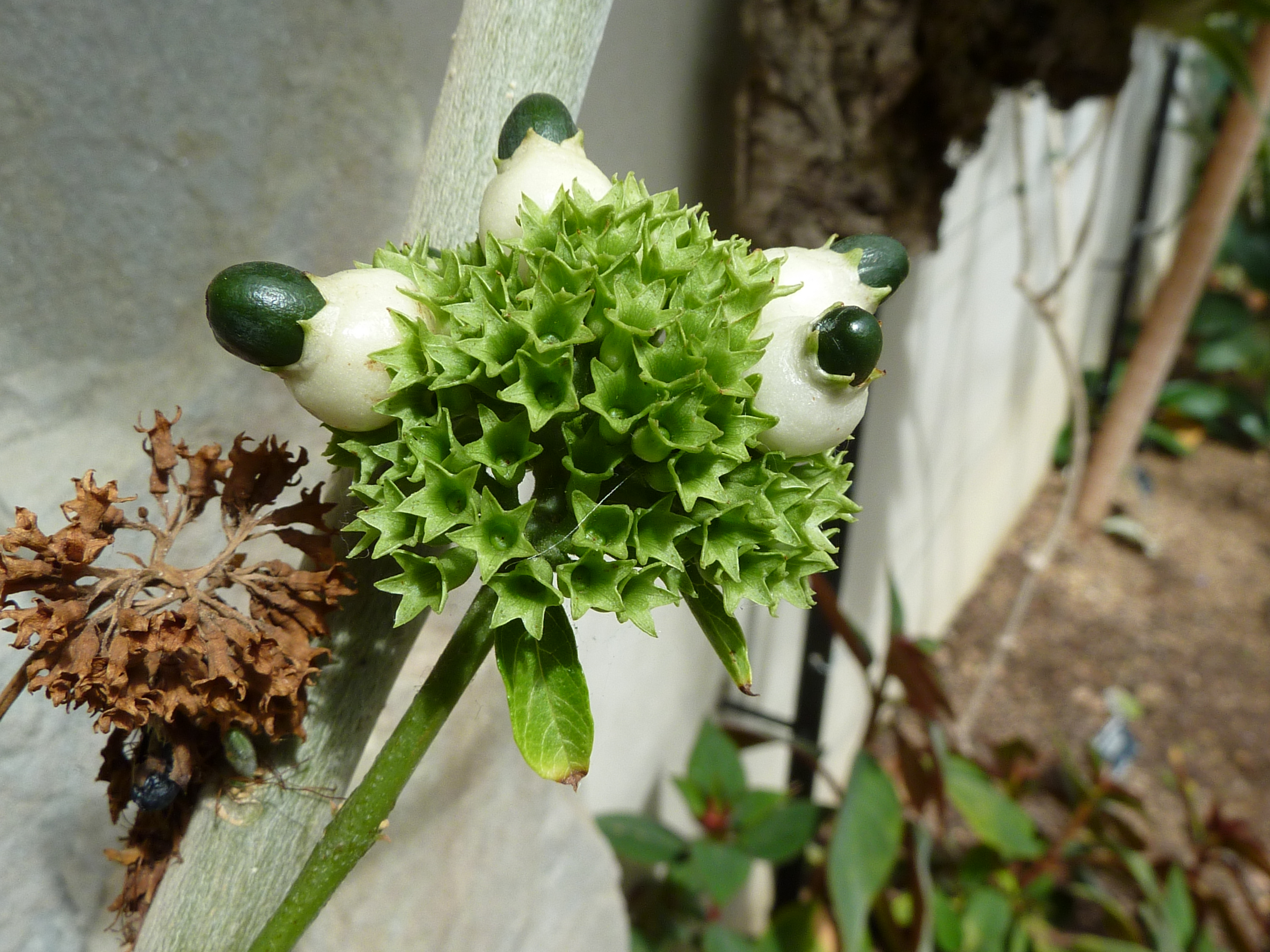
Clerodendrum schweinfurthii

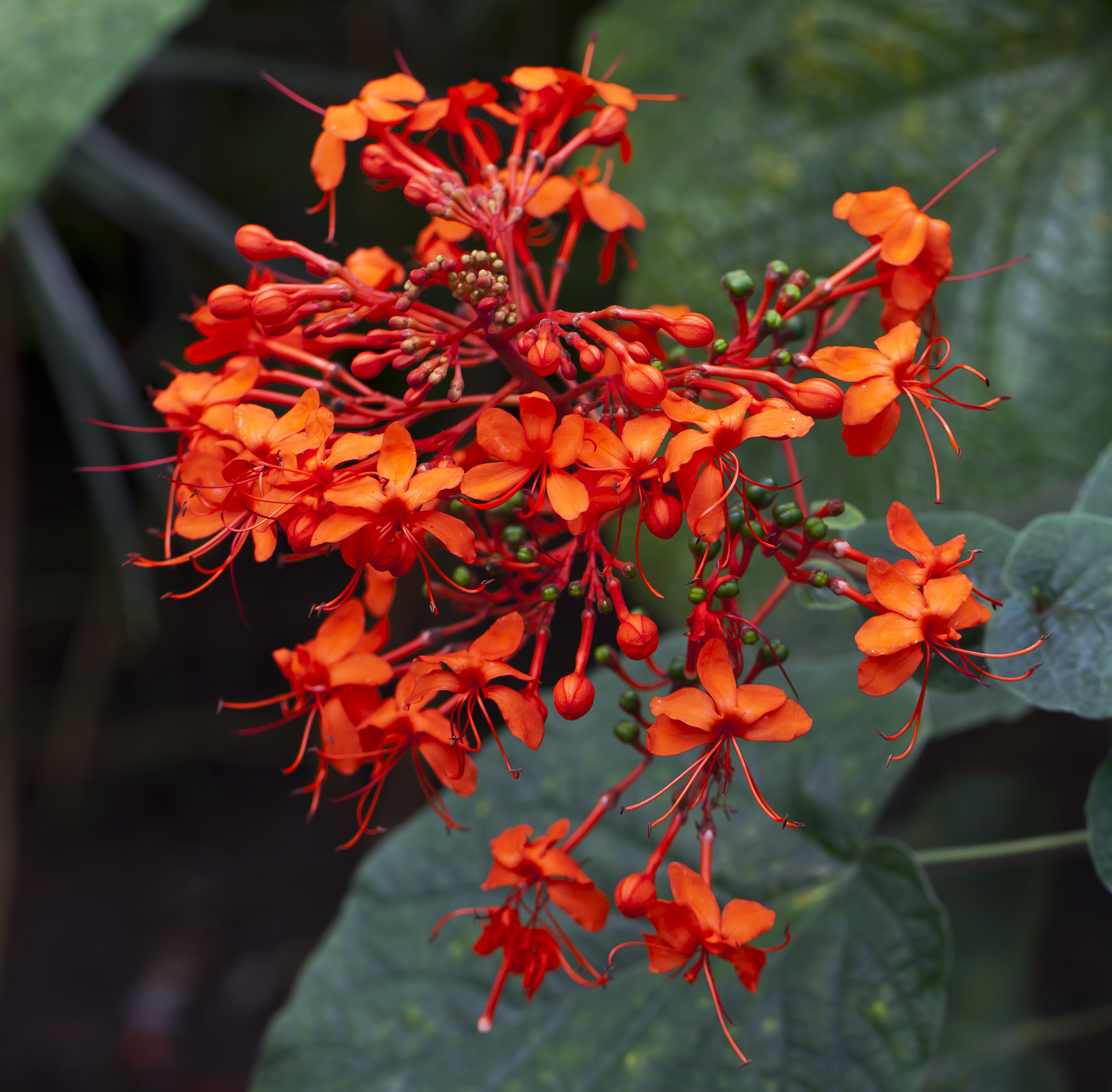
Clerodendrum speciosissimum

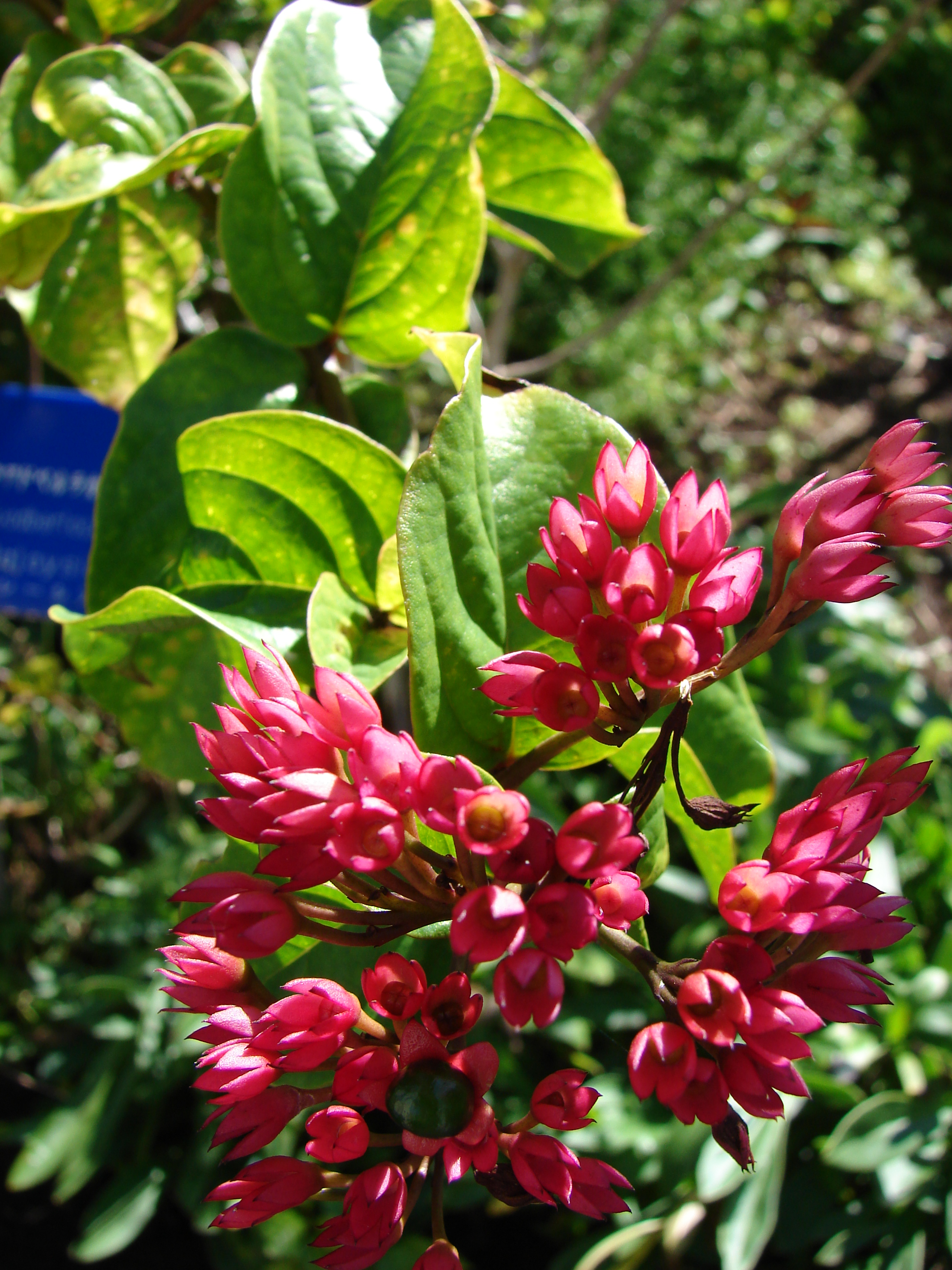
Clerodendrum splendens

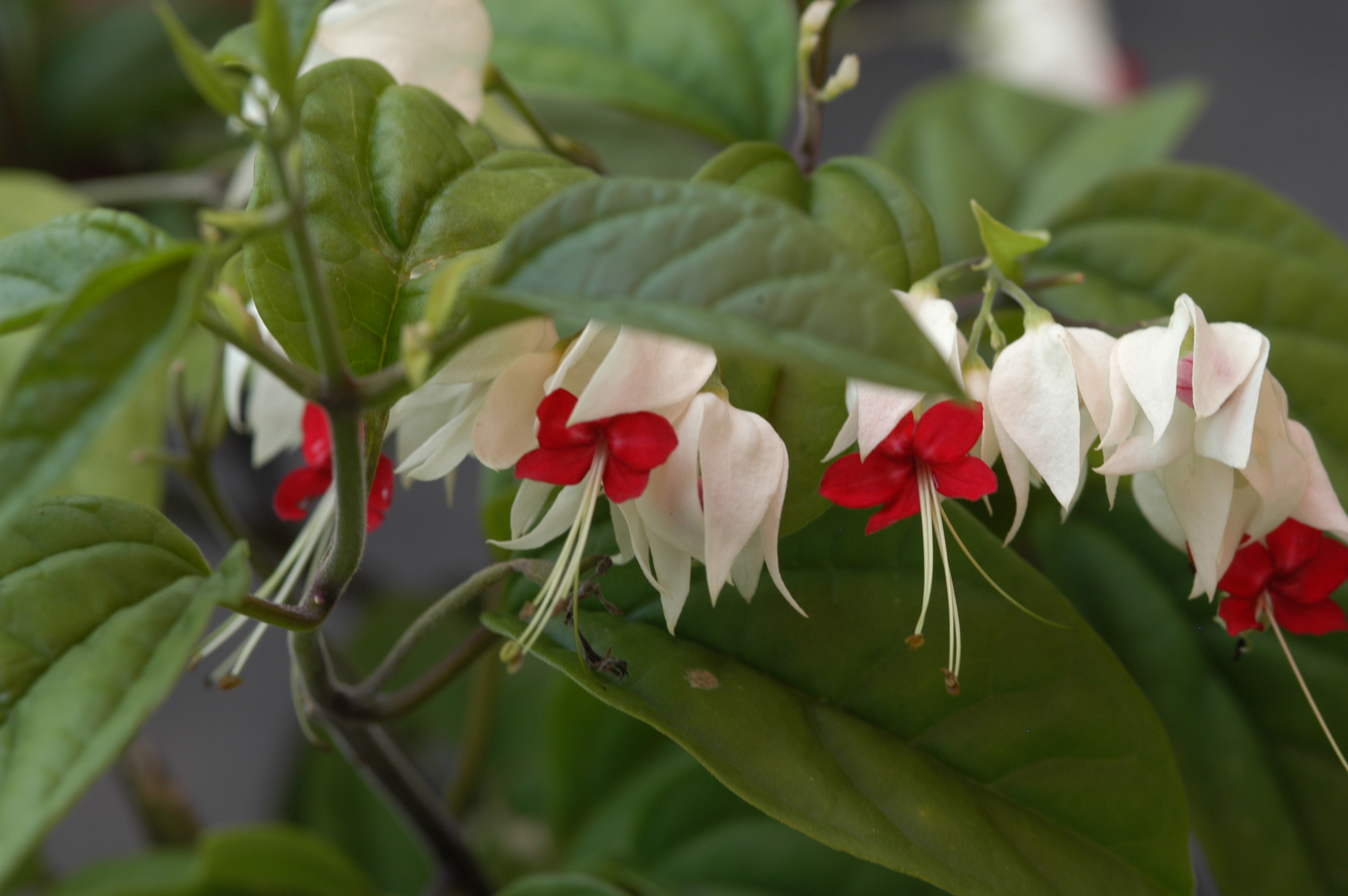
Clerodendrum thomsoniae

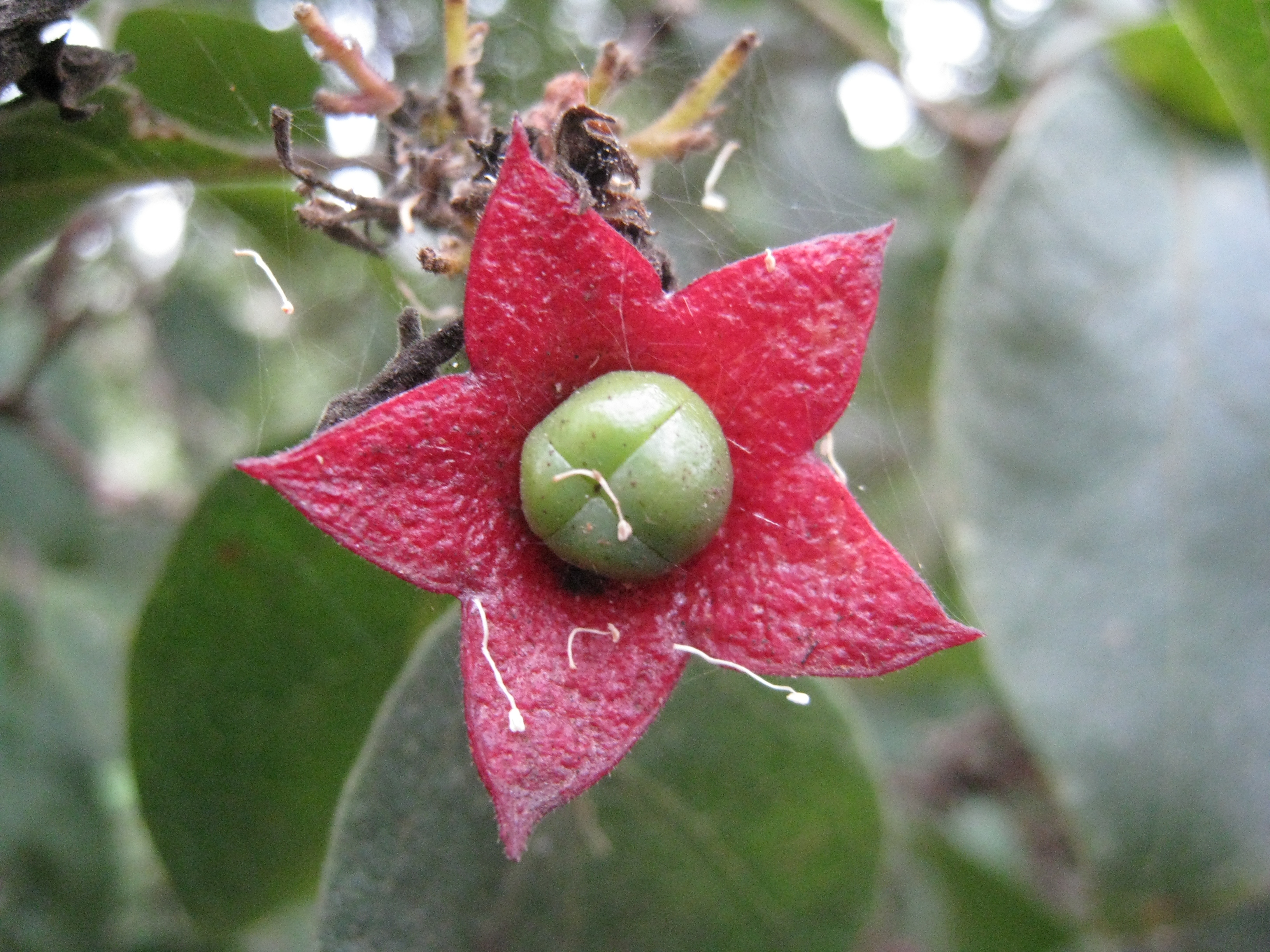
Clerodendrum tomentosum

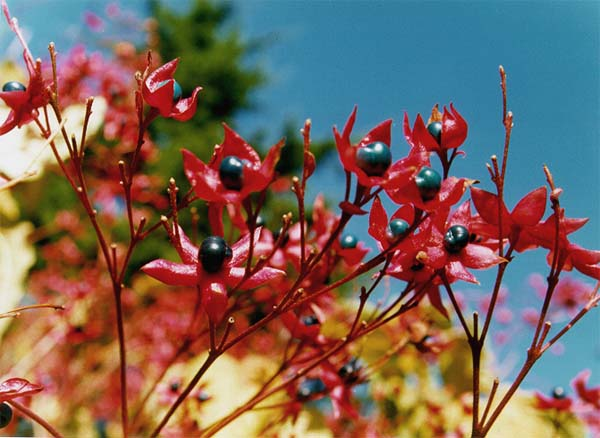
Clerodendrum trichotomum

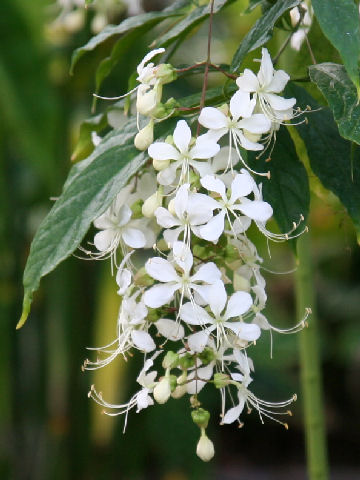
Clerodendrum wallichii

## A
- Clerodendrum abilioi R.Fern.
- Clerodendrum acerbianum (Vis.) Benth. ex B.D.Jacks.
- Clerodendrum aculeatum (L.) Schltdl.
- Clerodendrum adenocalyx Dop
- Clerodendrum adenophysum Hallier f.
- Clerodendrum africanum Moldenke
- Clerodendrum aggregatum Gürke
- Clerodendrum albiflos H.J.Lam
- Clerodendrum alboviolaceum Moldenke
- Clerodendrum anafense Britton & P.Wilson
- Clerodendrum andamanense (Moldenke) A.Rajendran & P.Daniel
- Clerodendrum angustifolium (Poir.) Spreng.
- Clerodendrum anomalum Letouzey
- Clerodendrum apayaoense Quisumb.
- Clerodendrum arenarium Baker
- Clerodendrum atlanticum Jongkind
- Clerodendrum aucubifolium Hemsl.

## B
- Clerodendrum bakhuizenii Moldenke
- Clerodendrum barbafelis Hallier f.
- Clerodendrum baronianum Oliv.
- Clerodendrum baumii Gürke
- Clerodendrum bellum Moldenke
- Clerodendrum bethuneanum H.Low
- Clerodendrum bingaense S.Moore
- Clerodendrum bipindense Gürke
- Clerodendrum boivinii Moldenke
- Clerodendrum bosseri Capuron
- Clerodendrum brachyanthum Schauer
- Clerodendrum brachystemon C.Y.Wu & R.C.Fang
- Clerodendrum bracteatum Wall. ex Walp.
- Clerodendrum bracteosum Kostel.
- Clerodendrum brassii Beer & H.J.Lam
- Clerodendrum breviflorum Ridl.
- Clerodendrum brookeanum W.W.Sm.
- Clerodendrum brooksii Ridl.
- Clerodendrum brunfelsiiflorum Hallier f.
- Clerodendrum brunnescens Moldenke
- Clerodendrum brunsvigioides Baker
- Clerodendrum buchananii (Roxb.) Walp.
- Clerodendrum buchneri Gürke
- Clerodendrum buettneri Gürke
- Clerodendrum bungei Steud.
- Clerodendrum buruanum Miq.

## C
- Clerodendrum calamitosum L.
- Clerodendrum calcicola Britton
- Clerodendrum canescens Wall. ex Walp.
- Clerodendrum capitatum (Willd.) Schumach. & Thonn.
- Clerodendrum carnosulum Baker
- Clerodendrum caryopteroides Moldenke
- Clerodendrum cauliflorum Vatke
- Clerodendrum cecil-fischeri A.Rajendran & P.Daniel
- Clerodendrum cephalanthum Oliv.
- Clerodendrum ceramenae Moldenke
- Clerodendrum chamaeriphes Wernham
- Clerodendrum chartaceum Moldenke
- Clerodendrum chinense (Osbeck) Mabb.
- Clerodendrum chlorisepalum Merr. ex Moldenke
- Clerodendrum citrinum Ridl.
- Clerodendrum cochinchinense Dop
- Clerodendrum comans Moldenke
- Clerodendrum condensatum Miq.
- Clerodendrum confine S.L.Chen & T.D.Zhuang
- Clerodendrum confusum Hallier f.
- Clerodendrum corbisieri De Wild.
- Clerodendrum cordatum D.Don
- Clerodendrum costaricense Standl.
- Clerodendrum costatum R.Br.
- Clerodendrum coulteri (A.Gray) Govaerts
- Clerodendrum cubense Schauer
- Clerodendrum cumingianum Schauer
- Clerodendrum curranii Elmer
- Clerodendrum curtisii N.E.Br.
- Clerodendrum cuspidatum Turcz.
- Clerodendrum cyrtophyllum Turcz.

## D
- Clerodendrum dauphinense Moldenke
- Clerodendrum decaryi Moldenke
- Clerodendrum deflexum Wall.
- Clerodendrum dembianense Chiov.
- Clerodendrum densiflorum Griff.
- Clerodendrum denticulatum Moldenke
- Clerodendrum dependens Aug.DC.
- Clerodendrum dewittei Moldenke
- Clerodendrum dinklagei Gürke
- Clerodendrum disparifolium Blume
- Clerodendrum dusenii Gürke

## E
- Clerodendrum ekmanii Moldenke
- Clerodendrum elbertii Hallier f.
- Clerodendrum elliotii Moldenke
- Clerodendrum elliptifolium Merr.
- Clerodendrum elmeri Merr.
- Clerodendrum emirnense Bojer ex Hook.
- Clerodendrum erectum De Wild.
- Clerodendrum eriophyllum Gürke
- Clerodendrum ervatamioides C.Y.Wu
- Clerodendrum eucalycinum Oliv.
- Clerodendrum eupatorioides Baker
- Clerodendrum excavatum De Wild.

## F
- Clerodendrum farafanganense Moldenke
- Clerodendrum fasciculatum B.Thomas
- Clerodendrum fastigiatum (Hunter ex Ridl.) H.J.Lam
- Clerodendrum filipes Moldenke
- Clerodendrum finetii Dop
- Clerodendrum fistulosum Becc.
- Clerodendrum flavum Merr.
- Clerodendrum floribundum R.Br.
- Clerodendrum formicarum Gürke
- Clerodendrum fortunatum L.
- Clerodendrum friesii K.Schum.
- Clerodendrum frutectorum S.Moore
- Clerodendrum fugitans Wernham
- Clerodendrum fuscum Gürke

## G
- Clerodendrum galeatum Balf.f.
- Clerodendrum garrettianum Craib
- Clerodendrum gaudichaudii Dop
- Clerodendrum geoffrayi Dop
- Clerodendrum gibbosum Moldenke
- Clerodendrum glabrum E.Mey.
- Clerodendrum glandulosum Lindl.
- Clerodendrum globosum Moldenke
- Clerodendrum globuliflorum B.Thomas
- Clerodendrum godefroyi Kuntze
- Clerodendrum grandiflorum (Hook.) Schauer
- Clerodendrum grayi Munir
- Clerodendrum grevei Moldenke
- Clerodendrum griffithianum C.B.Clarke

## H
- Clerodendrum haematolasium Hallier f.
- Clerodendrum hahnianum Dop
- Clerodendrum hainanense Hand.-Mazz.
- Clerodendrum harmandianum Dop
- Clerodendrum harnierianum Schweinf.
- Clerodendrum hastatum (Roxb.) Lindl.
- Clerodendrum hendersonii Moldenke
- Clerodendrum henryi C.Pei
- Clerodendrum heterophyllum (Poir.) R.Br.
- Clerodendrum hettae Hallier f.
- Clerodendrum hexangulatum B. Thomas
- Clerodendrum hildebrandtii Vatke
- Clerodendrum hircinum Schauer
- Clerodendrum hispidum M.R.Hend.
- Clerodendrum hiurcum Moldenke
- Clerodendrum horsfieldii Miq.
- Clerodendrum humbertii Moldenke

## I
- Clerodendrum inaequipetiolanum R.D.Good
- Clerodendrum incisum Klotzsch
- Clerodendrum indicum (L.) Kuntze
- Clerodendrum inerme (L.) Gaertn.
- Clerodendrum infortunatum L.
- Clerodendrum ingratum K.Schum. & Lauterb.
- Clerodendrum insolitum Moldenke
- Clerodendrum intermedium Cham.
- Clerodendrum involucratum Vatke

## J
- Clerodendrum japonicum (Thunb.) Sweet
- Clerodendrum johnstonii Oliv.
- Clerodendrum johorense Moldenke

## K
- Clerodendrum kaichianum P.S.Hsu
- Clerodendrum kalaotoense H.J.Lam
- Clerodendrum kampotense Dop
- Clerodendrum kanichi De Wild.
- Clerodendrum katangensis De Wild.
- Clerodendrum kauderni Moldenke
- Clerodendrum kiangsiense Merr. ex H.L.Li
- Clerodendrum kinabaluense Stapf
- Clerodendrum klemmei Elmer
- Clerodendrum kwangtungense Hand.-Mazz.

## L
- Clerodendrum laciniatum Balf.f.
- Clerodendrum laevifolium Blume
- Clerodendrum lanceoliferum S.Moore
- Clerodendrum lanessanii Dop
- Clerodendrum lankawiense King & Gamble
- Clerodendrum lanuginosum Blume
- Clerodendrum lastellei Moldenke
- Clerodendrum laxiflorum Baker
- Clerodendrum lecomtei Dop
- Clerodendrum leparense Moldenke
- Clerodendrum leprieuri Moldenke
- Clerodendrum leucobotrys Breteler
- Clerodendrum leucophloeum Balf.f.
- Clerodendrum ligustrinum (Jacq.) R.Br.
- Clerodendrum lindemuthianum Vatke
- Clerodendrum lindenianum A.Rich
- Clerodendrum lindleyi Decne. ex Planch.
- Clerodendrum lloydianum Craib
- Clerodendrum longiflorum Decne
- Clerodendrum longilimbum C.Pei
- Clerodendrum longisepalum Dop
- Clerodendrum lutambense Verdc.
- Clerodendrum luteopunctatum C.Pei & S.L.Chen
- Clerodendrum luzoniense Merr.

## M
- Clerodendrum mabesae Merr.
- Clerodendrum macrocalycinum Baker
- Clerodendrum macrocalyx H.J.Lam
- Clerodendrum macrostachyum Turcz.
- Clerodendrum macrostegium Schauer
- Clerodendrum madagascariense Moldenke
- Clerodendrum magnificum Warb.
- Clerodendrum magnoliifolium Baker
- Clerodendrum mananjariense Moldenke
- Clerodendrum mandarinorum Diels
- Clerodendrum mandrarense Moldenke
- Clerodendrum mannii Baker
- Clerodendrum manombense Moldenke
- Clerodendrum margaritense Moldenke
- Clerodendrum melanocrater Gürke
- Clerodendrum membranifolium H.J.Lam
- Clerodendrum micans Gürke
- Clerodendrum microcalyx Ridl.
- Clerodendrum mildbraedii B.Thomas
- Clerodendrum minahassae Teijsm. & Binn.
- Clerodendrum mindorense Merr.
- Clerodendrum mirabile Baker
- Clerodendrum molle Kunth
- Clerodendrum moramangense Moldenke
- Clerodendrum morigono Chiov.
- Clerodendrum multibracteatum Merr.
- Clerodendrum myrianthum Mildbr.
- Clerodendrum myricoides R. Br.
- Clerodendrum myrtifolium Moldenke

## N
- Clerodendrum nhatrangense Dop
- Clerodendrum nicolsonii A.Rajendran & P.Daniel
- Clerodendrum nipense Urb.
- Clerodendrum nudiflorum Moldenke
- Clerodendrum nutans Wall. ex Jack

## O
- Clerodendrum oblongifolium Kochummen
- Clerodendrum obovatum (Roxb.) Walp.
- Clerodendrum ohwii Kaneh. & Hatus.

## P
- Clerodendrum palmatolobatum Dop
- Clerodendrum paniculatum L.
- Clerodendrum parvitubulatum B.Thomas
- Clerodendrum parvulum L.S.Sm.
- Clerodendrum paucidentatum Moldenke
- Clerodendrum pauciflorum Moldenke
- Clerodendrum peii Moldenke
- Clerodendrum peregrinum Moldenke
- Clerodendrum perrieri Moldenke
- Clerodendrum petasites (Lour.) S.Moore
- Clerodendrum petunioides Baker
- Clerodendrum philippinense Elmer
- Clerodendrum phlomidis L.f.
- Clerodendrum phyllomega Steud.
- Clerodendrum picardae Urb.
- Clerodendrum pierreanum Dop
- Clerodendrum pittieri Moldenke ex Standl.
- Clerodendrum pleiosciadium Gürke
- Clerodendrum poggei Gürke
- Clerodendrum polyanthum Gürke
- Clerodendrum polycephalum Baker
- Clerodendrum porphyrocalyx K.Schum. & Lauterb.
- Clerodendrum praetervisa Guinea
- Clerodendrum premnoides Moldenke
- Clerodendrum preslii Elmer
- Clerodendrum puberulum Merr.
- Clerodendrum pubifolium Quisumb. & Merr.
- Clerodendrum pusillum Gürke
- Clerodendrum putre Schauer
- Clerodendrum pygmaeum Merr.
- Clerodendrum pynaertii De Wild.
- Clerodendrum pyrifolium Baker

## Q
- Clerodendrum quadriloculare (Blanco) Merr.

## R
- Clerodendrum ramosissimum Baker
- Clerodendrum revolutum Bosser
- Clerodendrum ridleyi King & Gamble
- Clerodendrum riedelii Oliv.
- Clerodendrum ringoetii De Wild.
- Clerodendrum robecchii Chiov.
- Clerodendrum robustum Klotzsch
- Clerodendrum roseiflorum Moldenke
- Clerodendrum rotundifolium Oliv.
- Clerodendrum rubellum Baker
- Clerodendrum rumphianum de Vriese
- Clerodendrum rusbyi Moldenke

## S
- Clerodendrum sahelangii Koord. ex Bakh.
- Clerodendrum sakaleonense Moldenke
- Clerodendrum sarawakanum H.J.Lam
- Clerodendrum sassandrense Jongkind
- Clerodendrum schmidtii C.B.Clarke
- Clerodendrum schweinfurthii Gürke
- Clerodendrum scopiferum Miq.
- Clerodendrum sessilifolium Moldenke
- Clerodendrum silvanum Henriq.
- Clerodendrum silvestre B.Thomas
- Clerodendrum singalense Miq.
- Clerodendrum singwanum B.Thomas
- Clerodendrum sinuatum Hook.
- Clerodendrum smitinandii Moldenke
- Clerodendrum speciosissimum Drapiez
- Clerodendrum spinosum (L.) Spreng.
- Clerodendrum splendens G. Don
- Clerodendrum subpeltatum Vernham
- Clerodendrum subreniforme Gürke
- Clerodendrum subtruncatum Moldenke
- Clerodendrum sumatranum Moldenke
- Clerodendrum sylvae Adain
- Clerodendrum sylvestre Moldenke

## T
- Clerodendrum tanganyikense Baker
- Clerodendrum tatei (F.Muell.) Munir
- Clerodendrum ternatum Schinz
- Clerodendrum tessmannii Moldenke
- Clerodendrum thomsoniae Balf.f.
- Clerodendrum thyrsoideum Gürke
- Clerodendrum tibetanum C.Y.Wu & S.K.Wu
- Clerodendrum tomentellum Hutch. & Dalziel
- Clerodendrum tomentosum (Vent.) R.Br.
- Clerodendrum tonkinense Dop
- Clerodendrum toxicarium Baker
- Clerodendrum tracianum (F.Muell.) Benth.
- Clerodendrum trichanthum Bosser
- Clerodendrum tricholobum Gürke
- Clerodendrum trichotomum Thunb.
- Clerodendrum triflorum Vis.
- Clerodendrum tuberculatum A.Rich.
- Clerodendrum tubulosum Moldenke

## U
- Clerodendrum umbellatum Poir.
- Clerodendrum umbratile King & Gamble
- Clerodendrum urticifolium (Roxb.) Wall.
- Clerodendrum utakwense Wernham

## V
- Clerodendrum vanoverberghii Merr.
- Clerodendrum vanprukii Craib
- Clerodendrum villosicalyx Moldenke
- Clerodendrum villosum Blume
- Clerodendrum vinosum Moldenke
- Clerodendrum volubile P.Beauv.

## W
- Clerodendrum wallichii Merr.
- Clerodendrum wallii Moldenke
- Clerodendrum welwitschii Gürke
- Clerodendrum wenzelii Merr.
- Clerodendrum williamsi Elmer

## Y
- Clerodendrum yunnanense Hu